# Biserica Bărboi
Mănăstirea Bărboi este o mănăstire creștin-ortodoxă din municipiul Iași, care a fost construită în anii 1841–1844, pe locul unei biserici construite de vornicul Ursu Bărboi în perioada 1613-1615. Biserica Mănăstirii Bărboi a fost ridicată după planurile arhitectului grec Andrei Caridis, ajutat de meșterii Atanasie și Gheorghe, greci din Sisani. Biserica este situată în centrul orașului Iași, pe strada Bărboi nr. 12. Ea are hramul Sfinții Apostoli Petru și Pavel, sărbătorit în fiecare an la 29 iunie.
Biserica ctitorită de Ursu Bărboi a fost transformată în 1669 în mănăstire, urmașii ctitorului închinând-o Mănăstirii Vatopedu din Muntele Athos. În această biserică a fost înmormântat în anul 1842 Ioniță Sandu Sturdza (1822-1828), primul domn pământean al Principatului Moldovei de după epoca fanariotă. Tot aici sunt înmormântați și alți membri ai familiei Sturdza, precum și poetul Alecu Russo (1819-1859).
Mănăstirea Bărboi a fost inclusă pe Lista monumentelor istorice din județul Iași din anul 2015, având codul de clasificare cod LMI IS-II-a-B-03730 și fiind alcătuită din următoarele trei obiective:
- Biserica "Sf. Apostoli Petru și Pavel" - datând din perioada 1841-1843, având codul IS-II-m-B-03730.01
- Casa parohială - datând din sec. al XIX-lea, având codul IS-II-m-B-03730.02
- Turnul clopotniță - datând din perioada 1726-1733, având codul IS-II-m-B-03730.03

Ulterior, ansamblul a fost reclasat în grupa valorică A și au fost adăugate încă trei componente:
- Zidul incintei, cod IS-II-m-A-03730.04
- Casa de apă, cod IS-II-m-A-03730.05
- Monumentul bisericii Sf. Vineri, cod cod IS-II-m-A-03730.06

## Istoric

### Prima biserică

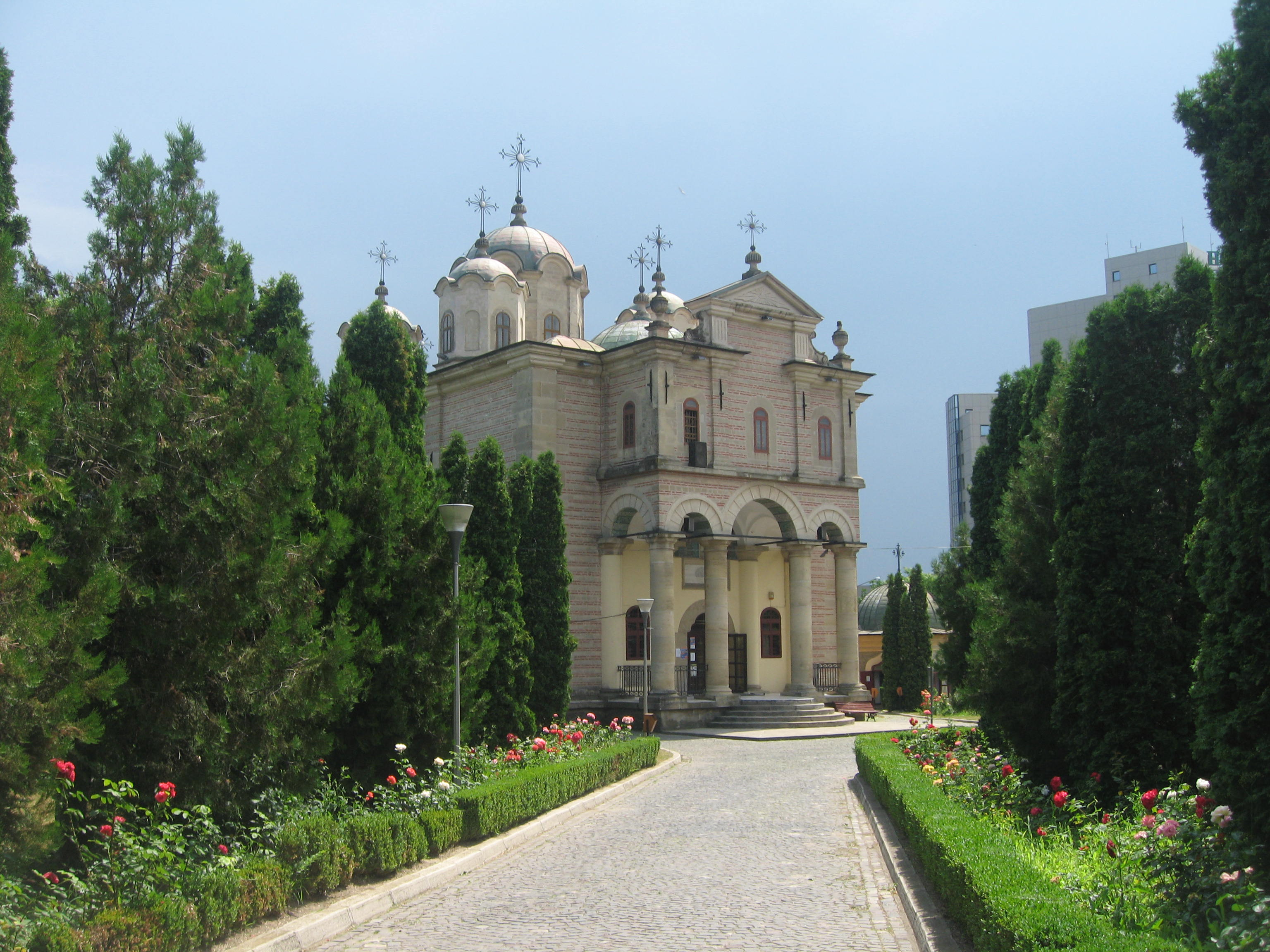
Biserica Bărboi văzută dinspre vest

La începutul secolului al XVII-lea, boierul Ursu Bărboi, mare vornic al Țării de Jos în timpul primei domnii a lui Ștefan Tomșa al II-lea (1611-1615, 1621-1623), a construit în Iași o biserică cu hramul Sfinților Apostoli Petru și Pavel.
Vornicul Bărboi făcea parte din familia Sturdzeștilor, fiind denumit cneaz într-un act din 12 martie 1609. El a participat în 1615 la un complot împotriva domnitorului, împreună cu logofătul Beldiman, hatmanul Sturdza și visternicul Boul. Ei s-au adunat la Cucuteni și i-au cerut lui Tomșa să plece de pe tron. Domnitorul i-a cumpărat cu bani pe slujitorii boierilor, iar în lupta de la intrarea în Iași, "deasupra Fântânii lui Păcurarii", oastea boierilor a fost înfrântă. După cum spune cronicarul Miron Costin în letopisețul său, slujitorii domnitorului "în loc au prinsŭ pre Bărboi vornicul și apoi și pre feciorŭ-său. Deci pre Bărboiŭ cel bătrân îndată l-au înțepatŭ de laturea târgului, iară pre feciorul lui au trimis de l-au spândzuratŭ în poarta casei tătâne-său".
Singura descriere a acestei biserici a făcut-o episcopul Melchisedec Ștefănescu (1823-1892), care a văzut-o în anul 1833. După spusele sale, biserica era construită în stilul obișnuit al bisericilor moldovenești, având deasupra două turle dintre care una servea și de clopotniță.
După moartea vornicului Bărboi, biserica a rămas în grija urmașilor săi din familia Sturdza. Printr-un document din 12 martie 1669, aceștia au hotărât "(...) ca de acum înainte această biserică să fie monastire și să aibă a fi supusă și să fie metoh al sfintei monastiri Vatopedului, care este în sfântul munte al Athonului (...)". Astfel, pentru o lungă perioadă, Biserica Bărboi a fost metoh închinat Mănăstirii Vatopedu din Muntele Athos. Ea a fost împrejmuită cu zid.
După cum a scris cronicarul Ion Neculce, domnitorul Grigore Ghica al II-lea (1726-1733, 1735-1739, 1739-1741 și 1747-1748), în cel de-al treilea an al primei sale domnii în Moldova, "(...) și la Bărboiu au făcut turn și au acoperit-o." 
Ctitoria vornicului Bărboi a fost grav avariată de cutremurul din 10 februarie 1821 și mai ales de acela din 26 noiembrie 1829, vechea zidire ajungând într-o stare de ruină.
Printre stareții mănăstirii este de amintit arhimandritul Neonil Buzilă (1789-1853), care a condus obștea mănăstirii între anii 1832-1834 și s-a îngrijit de reînnoirea acestui sfânt lăcaș. Ulterior, acesta a fost mutat la Mănăstirea Neamț, unde a fost stareț în trei rânduri (1834-1835, 1838-1839, 1843-1853).

### Biserica actuală

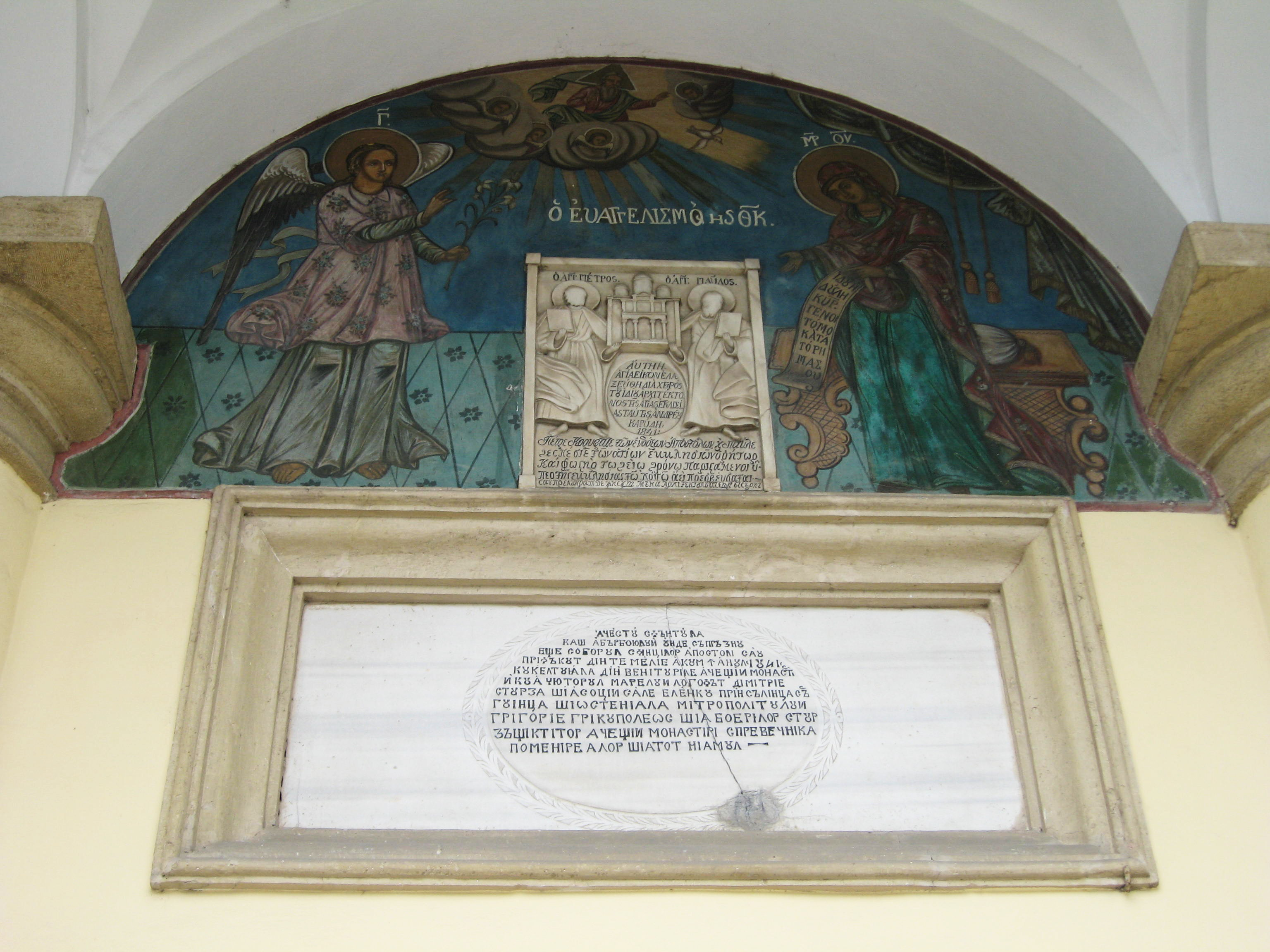
Pisania bisericii

Din cauza faptului că risca să se dărâme, lăcașul de cult a fost demolat și s-a construit în perioada 1841-1844 o biserică nouă, cu ajutorul marelui logofăt Dimitrie Sturdza (1756-1846), verișor cu tatăl domnitorului Mihail Sturdza, și a soției sale Elena (1771-1843), fiica vornicului Teodor Balș. Dimitrie Sturdza era proprietarul moșiei Miclăușeni, unde ridicase între anii 1821-1823 o biserică de curte în stil neoclasic.
Banii pentru construcția noului lăcaș de cult au provenit din veniturile Mănăstirii Bărboi de pe urma moșiilor, viilor, caselor și dughenilor deținute de aceasta. De construcția acestei biserici s-a ocupat mitropolitul grec Grigorie Irinupoleos (1764-1846), egumenul Mănăstirii Golia, prin arhimandritul și exarhul Dionisie Vatopedinos. Mitropolitul Grigorie este zugrăvit pe peretele vestic al pronaosului, în dreapta intrării. Lucrările au fost coordonate de arhitectul grec Andrei Karidis și de colegii săi, meșterii greci Atanasie și Gheorghe din provincia Sisanion (Sisanion se află astăzi în municipalitatea Askio din Prefectura Kozani din nordul Greciei).
În pridvorul deschis, deasupra ușii de intrare, se află o pisanie în limba română cu caractere chirilice pe o placă de marmură. Aceasta conține următorul text: "Acestu sfăntu lacaș a Bărboiului unde să prăznuește soborul Sfinților Apostoli sau prifăcut din temelie acum în anul 1841, cu cheltuiala din veniturile aceștii monastiri i cu agiutorul marelui logofăt Dimitrie Sturza și a soții sale Elencu prin sălința, sărguința și osteniala mitropolitului Grigorie Gricupoleos și a boerilor Sturzăști ctitor aceștii monastiri spre vecinica pomenire a lor și a tot niamul". Deasupra acestei pisanii, se află o icoană sculptată în marmură a Sfinților Apostoli Petru și Pavel, pe care se află o inscripție în limba greacă cu următorul cuprins: "Această sfîntă Icoană s'a sculptat prin mîna însăș a arhitectului acestei sfinte biserici, Andrei Karidis (1841)." 
În interiorul bisericii, deasupra ușii de intrare, se află pictată o lungă inscripție în limba greacă, pe care profesorul Nikolaos G. Dossios a tradus-o astfel în lucrarea sa "Studii greco-române" (Tipografia H. Goldner, Iași, 1902): "În timpul Domniei prea piosului Domnitor și Principe al Moldovei întregi, Mihail Grigore Sturza, arhiereu fiind prea Sf. Mitropolit Veniamin, s-a construit din temelie și s'a rîdicat această prea frumoasă și Dumnezeească biserică, care este închinată memoriei glorioase a prea slăviților și corifeilor dintre apostoli, Petru și Pavel, și s'a sfîrșit prin cheltueala sfintei și slăvitei mănăstiri regale și patriarhale Vatopedion de pe Sfîntul Munte, pentru vecinica pomenire a fericiților și neuitaților ctitori și a neamului întreg a prea nobilei familii Sturza, care a închinat sf. mănăstire Bărboi marei și sf. mănăstiri Vatopedion, spre iertarea păcatelor lor. Această cheltueală s'a făcut prin multă muncă și sudoare a prea smeritului Mitropolit Irinopoleos și Vatopedion Grigorie, pentru mîntuirea sa sufletească, cu concursul și supravegherea fără odihnă în tot timpul zidirei a Arhimandritului și Exarhului, Dionisie Vatopedinos. S'a sfîrșit în anul mîntuirei 1844 în luna Ianuarie. S'a zidit prin arhitectul Andrei și tovarășii săi, Atanasie și Gheorghie, greci din eparhia Sisanion".
În decursul timpului, unii boieri au făcut mai multe donații mănăstirii. În decembrie 1863, când s-a elaborat Legea privind secularizarea averilor mănăstirești, Mănăstirea Bărboi avea moșii întinse (printre care Coropceni și Rediu), vii, case și dugheni, care aduceau un venit anual de 145.000 lei. După secularizare, mănăstirea a fost desființată, iar Biserica "Sf. Apostoli Petru și Pavel" a devenit biserică parohială, având ca filiale alte două biserici: Biserica Albă și Biserica "Sf. Pantelimon".
În perioada 1863-1865 a slujit ca diacon la această biserică scriitorul Ion Creangă. Certându-se cu socrul său, el a cerut în martie 1863 arhiereului Chesarie Răzmeriță "Sinadon", locotenentul de mitropolit al Moldovei, să fie mutat la Biserica Bărboi. La 23 martie 1863, diaconul Creangă a încheiat un contract cu arhimandritul Chiril, egumenul mănăstirii, primind ca leafă 48 de galbeni cezaro-austrieci, plătibili de două ori pe an (la Sf. Gheorghe și Sf. Dumitru), un stânjen de lemne și o casă de locuit în ograda bisericii. La 19 și 31 aprilie 1863, el este prevăzut în statele de plată ale slujitorilor Bărboiului cu 1.500 lei leafă anual, dar fără alte înlesniri, semn că nu se mutase în casa parohială de acolo. Lucrând și ca institutor la Școala de la Trei Ierarhi, Creangă s-a mutat în iunie 1864 în casa parohială de la Bărboi, slujind la biserică fără leafă. În aprilie 1865, de sărbătoarea Sf. Gheorghe, postul de diacon s-a desființat, iar unul dintre cântăreții bisericii i-a aruncat lucrurile afară din casă. Creangă a găsit un loc la Biserica "Sf. Pantelimon" din apropiere. Postul de diacon la Bărboi s-a reînființat, iar Creangă cerea, la 27 ianuarie 1866, cu tot respectul mitropolitului Calinic Miclescu să-l numească acolo, dar fără succes, deoarece Consiliul bisericii nu-l dorea.
În perioada 1968-1971 la Biserica Bărboi s-au executat unele lucrări de protecție.
Cutremurul din 4 martie 1977 a produs avarii acestei biserici. În anii 1980-1988, prin grija patriarhului Teoctist Arăpașu, fost mitropolit al Moldovei și Sucevei, s-au efectuat lucrări de consolidare și restaurare a lăcașului de cult, cu fonduri acordate de Mitropolia Moldovei și Sucevei și cu sprijinul tehnic al autorităților de stat. Cu acest prilej, a fost curățată și refăcută pictura murală interioară, catapeteasma și vechile jilțuri, s-au consolidat și restaurat turnul-clopotniță, clădirea fostei egumenii, zidul de incintă și casa de ape. În acea vreme, paroh era preotul Constantin Andrei. Biserica a fost resfințită la 27 noiembrie 1988 de către patriarhul Teoctist, înconjurat de un sobor de preoți din Iași.
Atunci s-a amplasat o nouă pisanie pe peretele exterior vestic, în stânga jos a intrării, cu următorul conținut: "Această biserică ctitorită de vornicul Ursu Bărboi între anii 1613-1615 a fost refăcută în curgerea timpului așa cum se vede de logofătul Dimitrie Sturza între anii 1841-1844. Zguduită de cutremure și îndeosebi de cel din 4 martie 1977 Prea Fericitul Patriarh Teoctist ca Arhiepiscop al Iașilor și Mitropolit al Moldovei și Sucevei a inițiat importante lucrări de consolidare și restaurare arhitectonice și de curățire a întregii picturi interioare a catapetesmei și mobilierului. Lucrările s-au executat între anii 1980-1988 cu fondurile primite din partea Mitropoliei. Lăudat fie Dumnezeu cel în Treime închinat." În interiorul bisericii, pe peretele sudic al naosului, este afișat actul de sfințire semnat de patriarhul Teoctist.

## Necropolă boierească

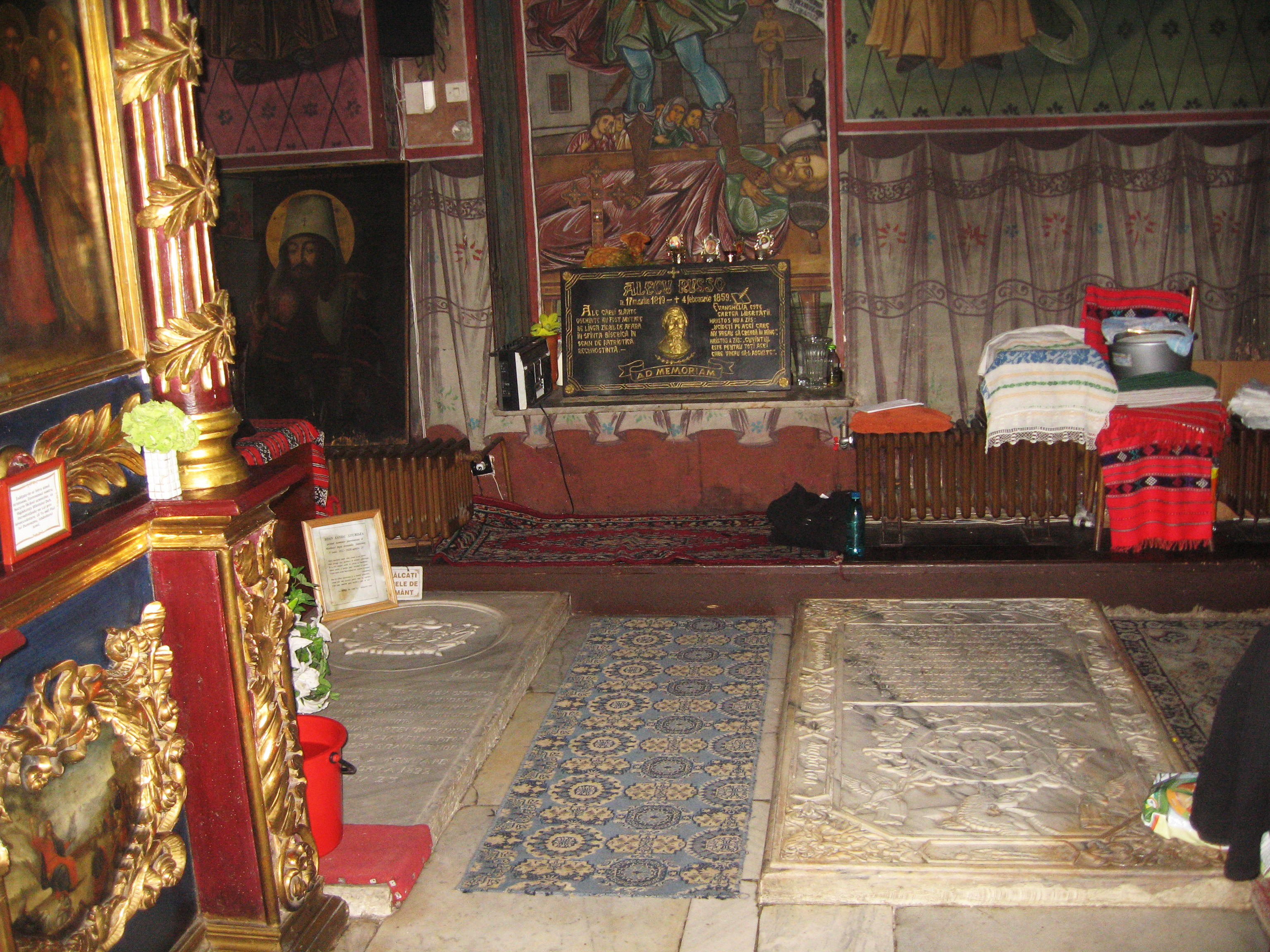
Morminte în incinta bisericii. Placa de mormânt din stânga este a domnitorului Ioniță Sandu Sturdza. În nișă se află placa memorială pusă pe cripta unde au fost depuse osemintele poetului Alecu Russo.

Fiind ctitorie boierească, Biserica Bărboi a fost folosită și ca necropolă.
În partea dreaptă a pronaosului bisericii se află mormântul lui Ioniță Sandu Sturdza (1762-1842), domnitor al Principatului Moldovei între 1 iulie 1822 - 23 aprilie 1828, primul domn pământean de după perioada fanariotă. Slujba sa de înmormântare s-a oficiat la 5 februarie 1842, în Biserica Golia, de către episcopii Meletie Lefter al Romanului și Sofronie Miclescu al Hușilor, în prezența domnitorului Mihail Sturdza și a marilor dregători ai Moldovei. Fostul domnitor a fost îngropat apoi într-o criptă din Biserica Bărboi.
Mormântul său este acoperit de o lespede funerară de marmură albă. În partea de sus a pietrei de mormânt se află sculptată într-un cerc stema Moldovei cu zimbrul și leul familiei Sturdza; cercul cu stema este flancat la cele patru colțuri de cuvintele "IOAN SANDU STURZA V.VD". Mai jos, se află următoarea inscripție în limba română, cu caractere chirilice:
"Între muritorii lumii când eram și eu odată

Dam povață, sfat, poruncă, la oricare judecată,

În a me origină nobilă, în sfărșit și domnitor, 

Stătui patriei și sprijin piste drepturi și popor.

Văzuiu slavă, cinste înprejmămi, avuiu schiptru, stăpănire,

Dar în sfărșit suferitam și a soartei prigonire.

Acum iată supt această piatră stau eu muritor,

Căci viața amărătă un deșărt e, plin de nor.

Sau săvărșit din viață la 2 fevruare 1842, domnind în Moldova de la 1822 iulie 1 pănă la 1828 april 23."
Pe lângă fostul domnitor, au mai fost înmormântați aici și următorii:
- Ecaterina Sturdza (1764 - 27 ianuarie 1849) - fiica marelui vornic Nicolae Rosetti-Roznovanu; s-a căsătorit în august 1786 cu boierul Ioniță Sandu Sturdza, viitorul domnitor al Moldovei. A decedat la 27 ianuarie 1849, fiind înmormântată în Biserica Bărboi, slujba funerară fiind oficiată de arhiereul Meletie Stavropoleos, locțiitor de mitropolit al Moldovei.[15]
- Sandu Sturdza (1758 - 7 iunie 1831) - fiul marelui vornic Ștefan Sturdza; proprietarul moșiei Ruginoasa și ctitorul Bisericii domnești din Ruginoasa
- Ecaterina Sturdza (1767 - 25 februarie 1835) - născută în Fanar, fiica lui Constantin Moruzi, domnitorul Moldovei (1777-1782) și sora lui Alexandru Moruzi, domnitor al Moldovei (1792-1793, 1802-1806) și al Munteniei (1793-1796, 1799-1801); s-a căsătorit la București, la 3 iulie 1773, cu marele vistiernic Alexandru (Săndulache) Sturdza.
- Zoe Rosetti (d. 18 septembrie 1832) – născută Sturdza, căsătorită mai întâi cu spătarul Iordache Ramadan și din 1809 cu marele vornic Dracache Rosetti, poreclit Baston (1771-1841). S-a îmbolnăvit în timpul epidemiei de holeră din 1831 și a murit la Iași.[16]
- Elena Sturdza (1771 - 14 februarie 1843) - fiica marelui logofăt Teodor Balș și sora prințesei Safta Brâncoveanu; s-a căsătorit la 14 noiembrie 1785 cu marele logofăt Dimitrie Sturdza (Miclăușeni)
- Smaranda Balș (1775 - septembrie 1845) - provenită din familia Sturdza (Ruginoasa); s-a căsătorit la 21 iunie 1798 cu marele vistiernic Alexandru Balș (d. 1832)
- Alexandru Mihail Sturdza (1794-1849)

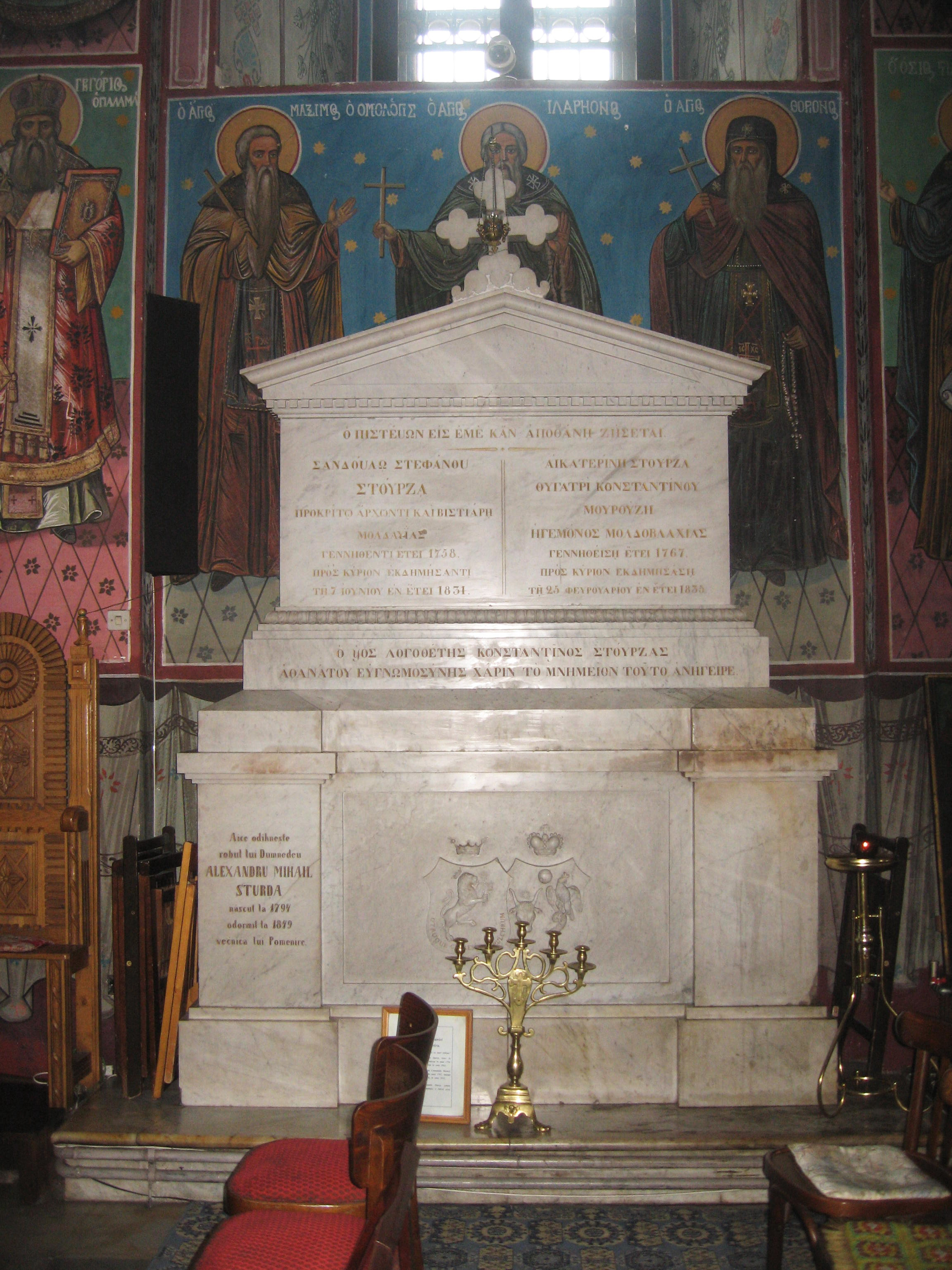
Mausoleul familiei Sturdza

În continuare, pe latura dreaptă a naosului bisericii, se află mausoleul din marmură albă al familiei Sturdza, construit cu cheltuiala marelui logofăt Constantin Sturdza. La partea inferioară a monumentului sunt sculptate două steme ale familiei Sturdza: pe o emblemă este reprezentat leul sturdzesc având la bază deviza "utroque clarescere pulchrum", iar pe cealaltă stemele Moldovei și Țării Românești cu un glob deasupra. Ambele embleme au deasupra lor coroane domnești. Pe mausoleu se află patru inscripții dintre care trei în limba greacă și una în limba română. În traducere, inscripțiile au următorul cuprins:
„Cel ce crede în mine și dacă va muri trăiește.Lui Sandu al lui Ștefan Sturza, boier de divan și vistier al Moldovei, născut în anul 1758, mutat către Domnul la 7 iunie în anul 1831.Ecaterina Sturza, fata lui Constantin Moruzi, domnul Moldovei, născută în anul 1767, mutată către Domnul la 25 februarie, în anul 1835.Fiul, logofătul Constantin Sturdza, pentru amintire veșnică a recunoștinței, a ridicat acest mormânt.Aice odihnește robul lui Dumneḑeu ALEXANDRU MIHAIL STURḐA născut la 1794 odormit la 1849 večnica lui Pomenire.”
Ulterior, într-o nișă din peretele sudic al pronaosului, s-au depus osemintele poetului Alecu Russo (1819-1859), autorul poemului în proză "Cântarea României". Scriitorul era îngropat în cimitirul din jurul bisericii, locul fiind marcat de o cruce din lemn și un grilaj din același material. Mai târziu, când s-a desființat cimitirul parohial, osemintele poetului au fost deshumate și depuse într-o mică nișă din interiorul bisericii. La acest eveniment au fost trimise vreo „200 bileturi de invitații”, slujba religioasă fiind oficiată de un arhimandrit și trei preoți. Deasupra osuarului a fost amplasată o placă de marmură neagră, nefixată în perete, în mijlocul căreia este sculptat un altorelief cu chipul scriitorului și s-a săpat următoarea inscripție cu litere aurite: "ALECU RUSSO n. 17 martie 1819 + 4 februarie 1859. Ale cărui slăvite oseminte au fost mutate de lînga zidul de afara în sfînta biserică în semn de patriotică recunoștință. Evanghelia este cartea libertății. Hristos nu a zis: "Ucideți pe acei care nu vreau să creadă în mine", Hristos a zis: "Cuvîntul este pentru toți acei care vreau să-l asculte". AD MEMORIAM".
După desființarea cimitirului existent în jurul bisericii, unele oseminte au fost așezate sub pardoseala lăcașului de cult.
În cimitirul Mănăstirii Bărboi a fost înmormântat și Nicolae Kerameus, învățat grec venit în Moldova în delegația patriarhului Nectarie al Ierusalimului (1660-1669). El studiase medicina și filozofia la Veneția, ca elev al lui Prohoros și fusese profesor la Constantinopol, printre elevii săi numărându-se și viitorul patriarh Dosithei Notaras. Nicolae Iorga presupune că Nicolae Kerameus ar fi predat ca profesor la Școala de la Sf. Sava, unde se preda în limba greacă. A murit pe la 1672 și a fost înmormântat la Mănăstirea Bărboi, căreia îi dăruise biblioteca sa.

## Biserica „Sf. Apostoli Petru și Pavel”

### Arhitectura

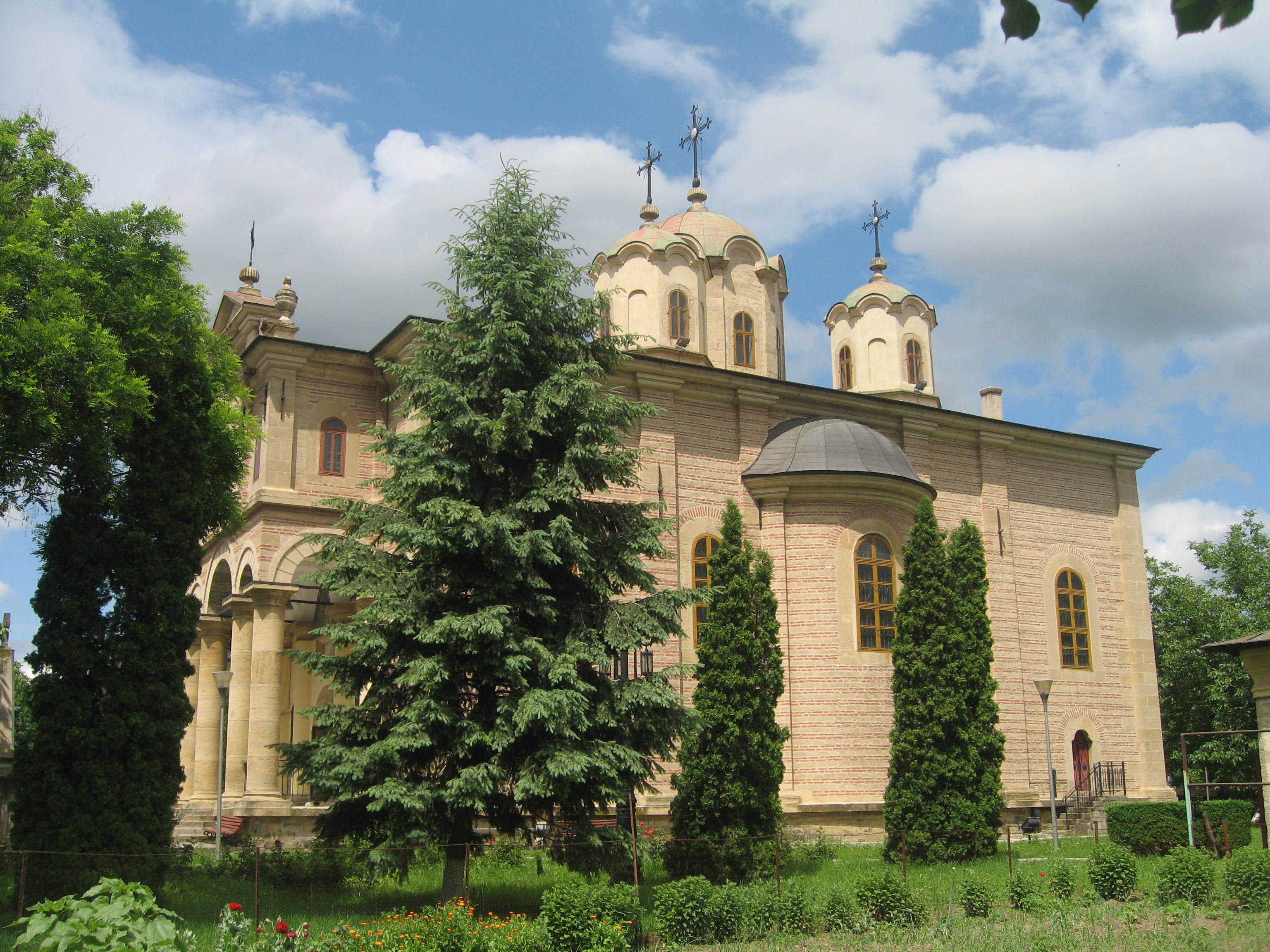
Latura sudică a bisericii

Biserica Bărboi este zidită din blocuri de piatră de talie alternând cu șiruri de cărămidă. Ea are planul în cruce greacă, după stilul bisericilor atonite, au mici abside semicirculare, mai scunde decât înălțimea zidurilor, flancate de pilaștri prismatici sprijiniți pe soclu. Lăcașul de cult este luminat prin ferestre cu chenare simple, terminate la partea superioară în semicerc.
Deasupra bisericii se află o turlă centrală sprijinită pe o bază pătrată, flancată de patru turle mici sprijinite pe baze octogonale. Turla centrală are opt ferestre încheiate în semicerc, iar turlele laterale au câte patru ferestre, intercalate de câte patru ocnițe oarbe. Turlele laterale încadrează absidele laterale ale edificiului.
Intrarea în biserică se face printr-un pridvor deschis de pe latura de vest sau printr-o ușă aflată pe latura sudică, în dreptul altarului, la care se ajunge urcând pe șapte trepte din piatră. În pridvor se intră prin urcarea a cinci trepte largi, semicirculare. Pridvorul are cinci arcade (trei pe latura de vest și câte una pe laturile de nord și de sud) sprijinite pe patru coloane cu capiteluri dorice, arcada centrală fiind mai largă și mai înaltă decât celelalte patru. Deasupra pridvorului se află o încăpere dreptunghiulară luminată prin cinci ferestre (trei pe latura de vest și câte una pe laturile de nord și de sud), având deasupra un fronton triunghiular (în care este reprezentat Ochiul lui Dumnezeu) cu o cruce în vârf.
Interiorul este împărțit în trei nave (una centrală și două laterale) prin două rânduri de câte patru coloane. Primele și ultimele sunt din piatră marmurată cu capiteluri dorice, iar celelalte patru din marmură cu capiteluri ionice. În pereții de nord și de sud ai bisericii se află pilaștri prismatici sprijiniți pe soclu, care creează cu coloanele din biserică o rețea de bolți în cruce.
Edificiul are o pardoseală din plăci de marmură cenușie. Cele două strane (arhierească și domnească) existente în biserică sunt frumos ornamentate.

### Iconografia
Pictura interioară a bisericii a fost realizată în prima jumătate a secolului al XIX-lea. Inscripțiile de pe icoane sunt în limba greacă. Pictura este influențată de stilul renascentist, majoritatea figurilor fiind expresive, iar culorile îmbinate armonios. În cupola naosului este reprezentat Iisus Pantocrator, iar în pandantivii de la baza cupolei cei patru evangheliști. În cupola altarului este pictată Maica Domnului cu Pruncul, înconjurată de soborul sfinților și îngerilor.
La fel de veche este și catapeteasma din lemn sculptat și poleit cu aur, confecționată de meșterul Ilie Moldovan, originar din Basarabia.

### Obiecte de patrimoniu
În inventarul bisericii se află mai multe obiecte cu valoare de patrimoniu dintre care menționăm următoarele:
- o Evanghelie ferecată în argint în noiembrie 1807
- un Potir donat de domnitorul Ioniță Sandu Sturdza în 1823. Pe el se află următoarea inscripție: "Acest discopotir rescumpărat de Prea Înălțatul Domn Ioan Sandu Sturza V.V., s'au afierosit Sf. M-ri Bărboi, la 1823 Fevruar 23".[8]
- două chivoturi de argint aurit - donate de boierii Sturzești la 20 mai 1831, făcute prin osârdia arhimandritului Neonil Buzilă
- Icoana hramului - se află în fața altarului, la dreapta; a fost ferecată în argint în 1842
- Icoana Brâului Maicii Domnului - se află în partea stângă a pronaosului; a fost ferecată în argint în 1843

## Alte construcții

### Zidul de incintă
Fiind transformată în mănăstire în a doua jumătate a secolului al XVII-lea, Biserica Bărboi a fost înconjurată de ziduri de incintă. Din aceste ziduri, se mai păstrau în 1974 doar unele fragmente pe latura nordică și în colțul nord-vestic de la intrare.
Cu prilejul refacerii și reconstrucției întregului ansamblu bisericesc al Bisericii Bărboi (1980-1988), cu stăruința, osteneala și directa îndrumare a mitropolitului Teoctist Arăpașu, au fost restaurate și zidurile de incintă între anii 1984-1986, cu fonduri acordate de Mitropolia Moldovei și Sucevei.

### Turnul-clopotniță

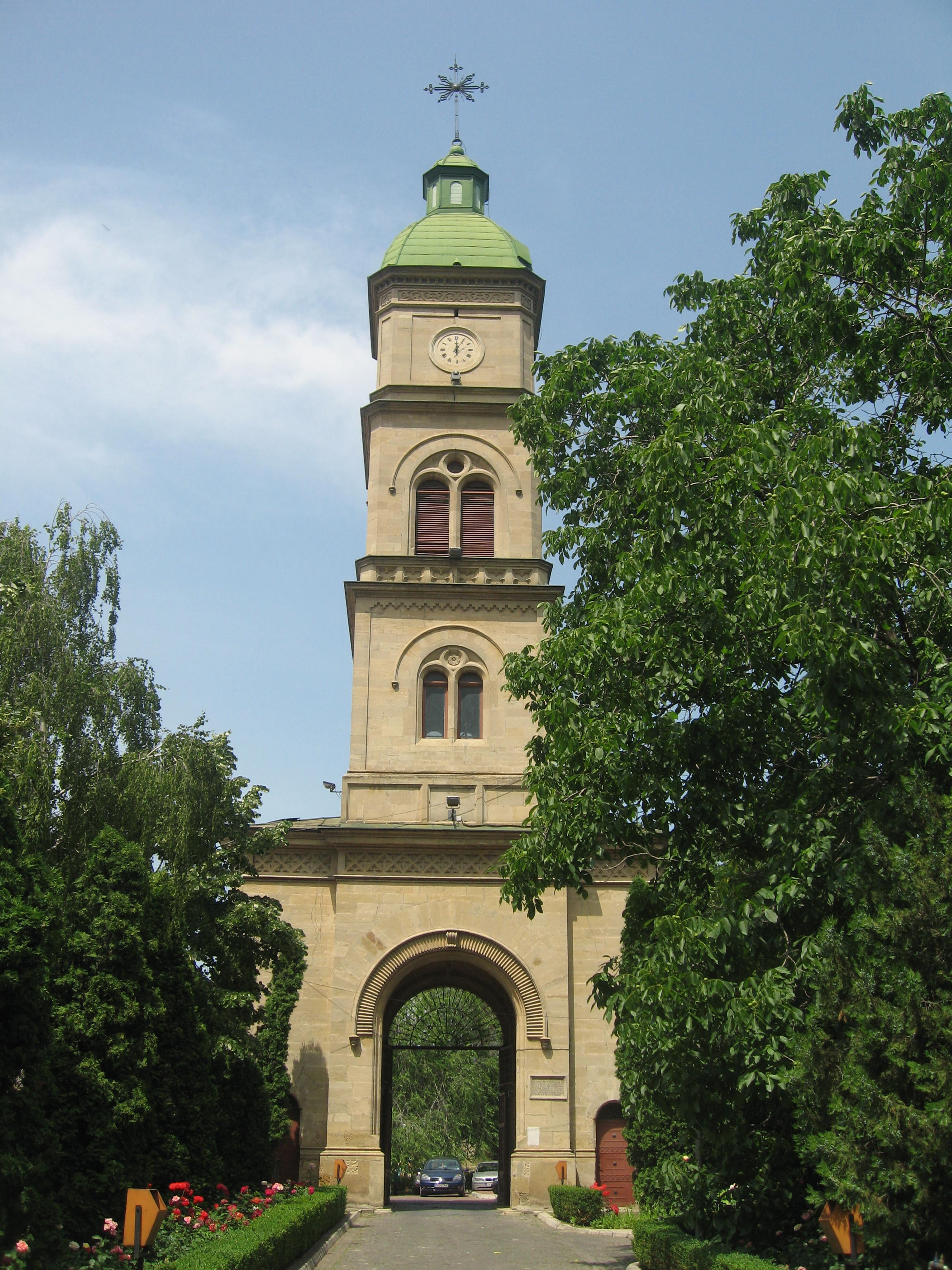
Turnul-clopotniță

După cum a scris cronicarul Ion Neculce, turnul clopotniță a fost construit în anul 1729 de către domnitorul Grigore Ghica al II-lea (1726-1733, 1735-1739, 1739-1741 și 1747-1748), în cel de-al treilea an al primei sale domnii în Moldova. 

Cutremurele de la începutul secolului al XIX-lea au avariat grav biserica, aceasta fiind reconstruită în perioada 1841-1844, cu sprijinul logofătului Dimitrie Sturdza, după planurile arhitectului grec Andrei Karidis. Cu acel prilej, s-a reconstruit și turnul de la intrare. În acest scop, Constantin, fiul lui Dimitrie Sturdza, a adus meșteri din orașul italian Padova, unde-și făcuse studiile.
După unele surse, în acest turn a fost găsită biblioteca scriitorului Costache Conachi (1777-1849). După unele zvonuri, arhitecul Andrei Karidis ar fi murit în sărăcie, chiar într-una din odăile turnului.
Cu prilejul refacerii și reconstrucției întregului ansamblu bisericesc al Bisericii Bărboi (1980-1988), cu stăruința, osteneala și directa îndrumare a mitropolitului Teoctist Arăpașu, s-a restaurat și turnul-clopotniță între anii 1984-1986, cu fonduri acordate de Mitropolia Moldovei și Sucevei.
Pe peretele dinspre incintă al turnului clopotniță, în dreapta gangului de ieșire din curte, s-a amplasat o placă de piatră cu următoarea inscripție: “Turnul-clopotniță și zidurile de incintă ale bisericii Bărboi ctitorie din prima jumătate a secolului al XVII-lea s-au restaurat între anii 1984-1986 cu fonduri acordate de Sfînta Mitropolie prin stăruința, osteneala și directa îndrumare a Înalt Prea Sfințitului Teoctist, arhiepiscop al Iașilor și mitropolit al Moldovei și Sucevei.”
Turnul-clopotniță se află în partea de nord-vest a ansamblului bisericesc. El este construit în întregime din piatră fasonată, cu bolta din cărămidă. El impresionează prin zveltețea sa, având o bază tetragonală și patru niveluri suprapuse, care se retrag succesiv până la ultimul nivel. La primul nivel (parter), se află intrarea în curtea bisericii pe sub o boltă. Această intrare are o poartă din fier forjat decorat. De o parte și de alta a bolții se află două încăperi, în care se intră din curtea bisericii. La primul etaj se află o singură încăpere, cu două ferestre - una pe latura nordică și una pe cea sudică - arcuite, cu menou și cu câte o rozetă. La etajul al doilea se află camera clopotelor, având ferestre pe toate cele patru laturi, cu aceleași elemente decorative. La ultimul etaj se află încăperea care adăpostește mecanismul celor patru ceasuri cu cadrane circulare, câte unul pentru fiecare latură.

### Casa parohială

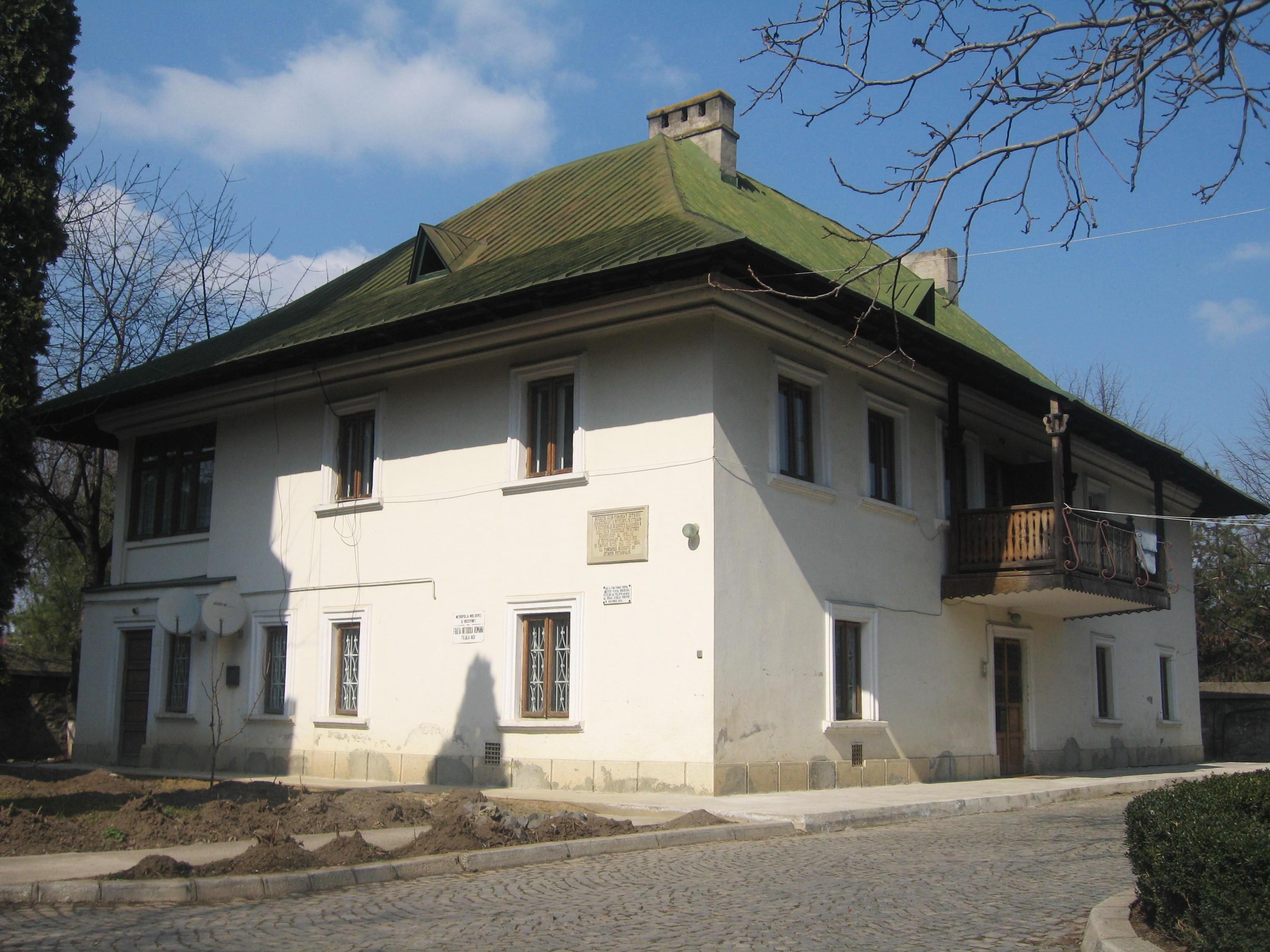
Casa parohială

Această clădire a fost construită în incinta mănăstirii, pe la începutul secolului al XIX-lea. Aici s-a aflat sediul egumeniei Mănăstirii Bărboi. În clădirea egumeniei a funcționat pentru o perioadă primul „Institut pentru învățătura fetelor” din Moldova, înființat de domnitorul Mihail Sturdza în noiembrie 1834.
În această casă a locuit din iunie 1864 și până în aprilie 1865 scriitorul Ion Creangă, el slujind ca diacon la biserica fostei mănăstiri. Lucrând și ca institutor la Școala de la Trei Ierarhi, diaconul a slujit la Biserica Bărboi fără leafă, doar pentru locuință. În aprilie 1865, de sărbătoarea Sf. Gheorghe, postul de diacon s-a desființat, iar unul dintre cântăreții bisericii i-a aruncat lucrurile afară din casă. Creangă a găsit un loc la Biserica "Sf. Pantelimon" din apropiere. Postul de diacon la Bărboi s-a reînființat, iar Creangă cerea, la 27 ianuarie 1866, cu tot respectul mitropolitului Calinic Miclescu să-l numească acolo, dar fără succes, deoarece Consiliul bisericii nu-l dorea.
Cu prilejul refacerii și reconstrucției întregului ansamblu bisericesc al Bisericii Bărboi (1980-1988), cu stăruința, osteneala și directa îndrumare a mitropolitului Teoctist Arăpașu, s-a restaurat în întregime și casa parohială între anii 1982-1986, cu fonduri acordate de Mitropolia Moldovei și Sucevei.
Pe unul dintre pereții acestei case s-a amplasat o placă de piatră cu următoarea inscripție: “Aceasta casă-monument istoric s-a restaurat în întregime cu stăruința, osteneala și directa îndrumare a Înalt Prea Sfințitului Teoctist, arhiepiscop al Iașilor și mitropolit al Moldovei și Sucevei, între anii 1982-1986, cu fondurile acordate de Sfînta Mitropolie.”. Dedesubtul ei se află o placă de marmură albă, de dimensiuni mai mici, cu altă inscripție: “Aici a funcționat primul “Institut pentru Învățătura Fetelor” din Moldova, înființat de … Mihail Sturza-Voevod în noembrie 1834.”.
Casa parohială reproduce modelul caselor tradiționale din mănăstirile Moldovei. Are parter și etaj și un plan simplu compus din încăperi dispuse simetric în jurul unui hol central. În prezent, aici își au sediul organizațiile creștine „Frăția Ortodoxă Română” (FOR) și „Societatea Ortodoxă Națională a Femeilor din România” (SONFR), filiala Iași.

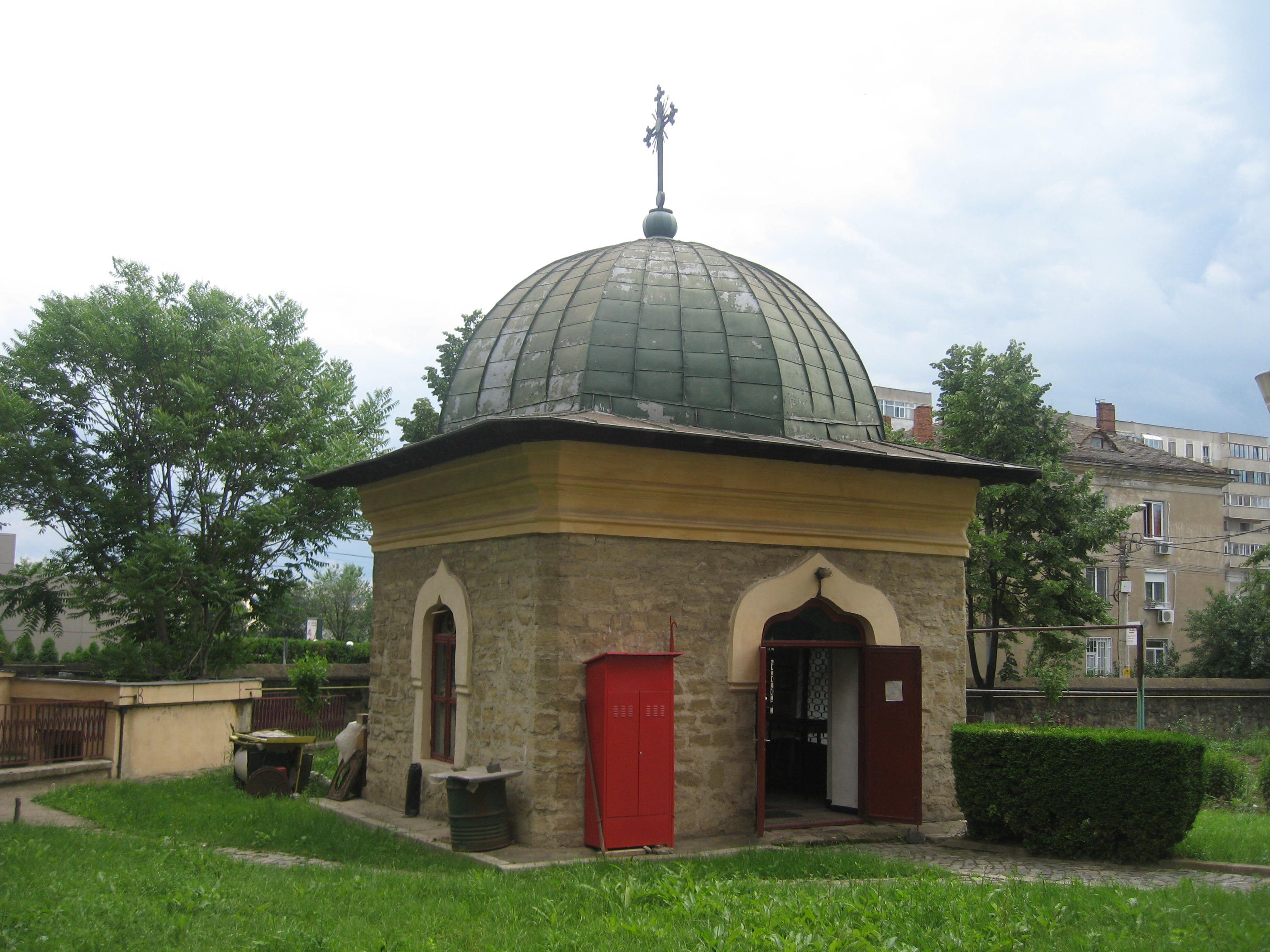
Casa de apă

### Casa de apă
La mică distanță de zidul sudic al bisericii se află o construcție în care s-a aflat un rezervor de apă din secolul al XIX-lea. Ea a fost restaurată în anul 1987. În prezent, în acest spațiu a fost amenajat lumânărarul.

### Monumentul ridicat în amintirea Biserici „Sfânta Vineri”

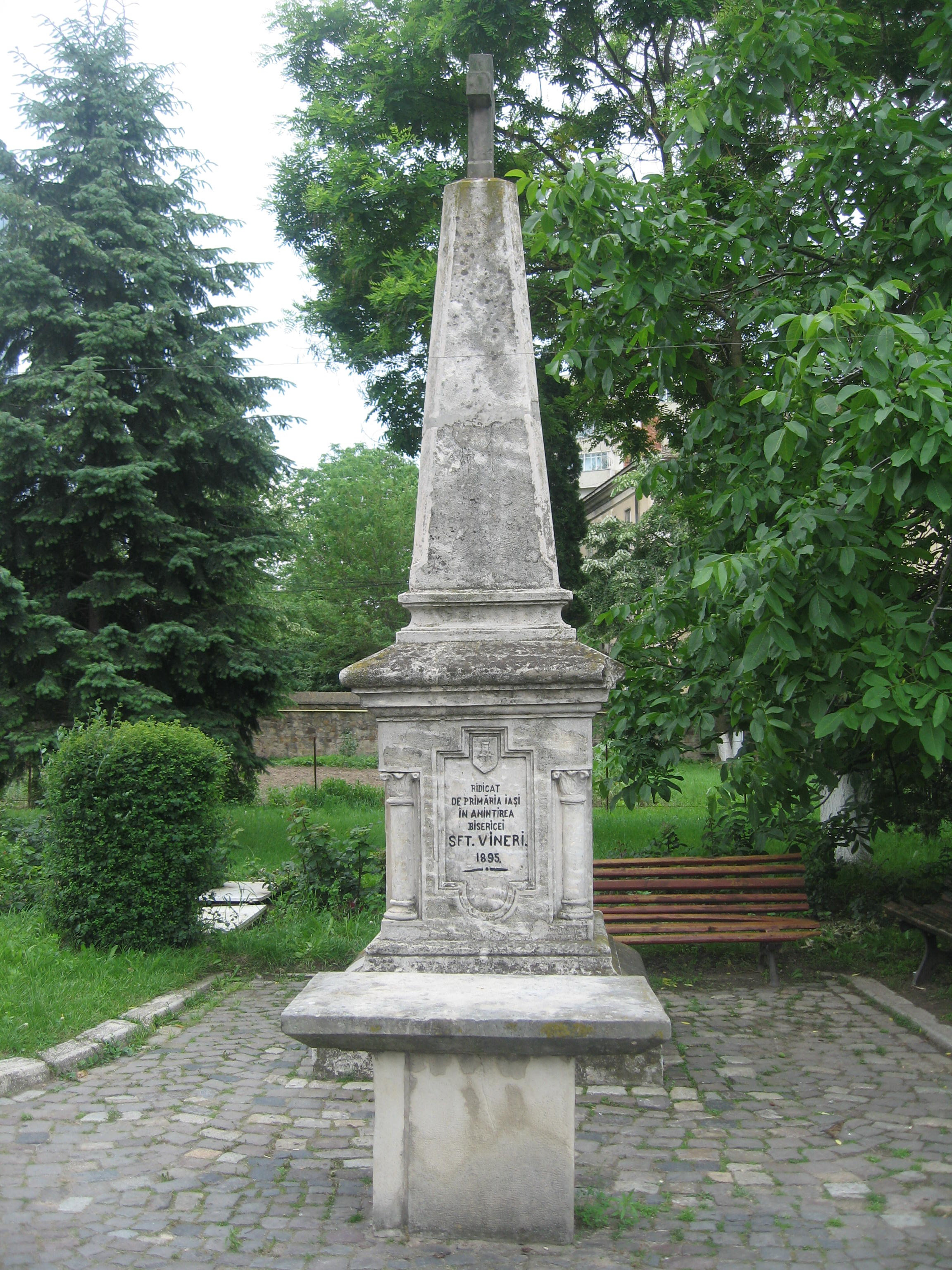
Monumentul ridicat în amintirea Bisericii „Sf. Vineri”

În curtea bisericii, în apropierea zidului vestic, se află un monument de piatră ridicat de Primăria orașului Iași în 1895 în amintirea Bisericii „Sf. Vineri”. Pe latura nordică a monumentului se află următoarea inscripție:
Ridicat de Primăria Iași în amintirea bisericei Sft. Vineri. 1895
După cum susține N.A. Bogdan, Biserica „Sf. Vineri” ar fi fost zidită de logofătul Nestor Ureche pe la sfârșitul secolului al XVI-lea. Ea s-a aflat în mijlocul pieței Halei, pe locul ocupat acum de Hala Centrală. Acest lăcaș de cult a fost avariat în urma cutremurului din 1803, continuând să se slujească aici până în anul 1860, când biserica a fost închisă deoarece risca să se prăbușească. Acoperișul i-a ars într-un incendiu din 1874. În timpul Războiului de Independență, rușii au amenajat aici un depozit farmaceutic al armatei rusești. La plecarea rușilor, s-a constata că argintăriile icoanelor dispăruseră. Ca urmare a faptului că Ministerul Culturii nu s-a mai ocupat de renovarea bisericii, Primăria orașului Iași a obținut în 1879 autorizația de demolare. În locul altarului, a fost amplasat în 1895 un monument de piatră cu o cruce deasupra, înconjurat de un grilaj de fier.
Monumentul a fost mutat mai târziu în curtea Bisericii Bărboi. Hala de pește a fost demolată și ea prin anii '80 ai secolului al XX-lea.

## Imagini

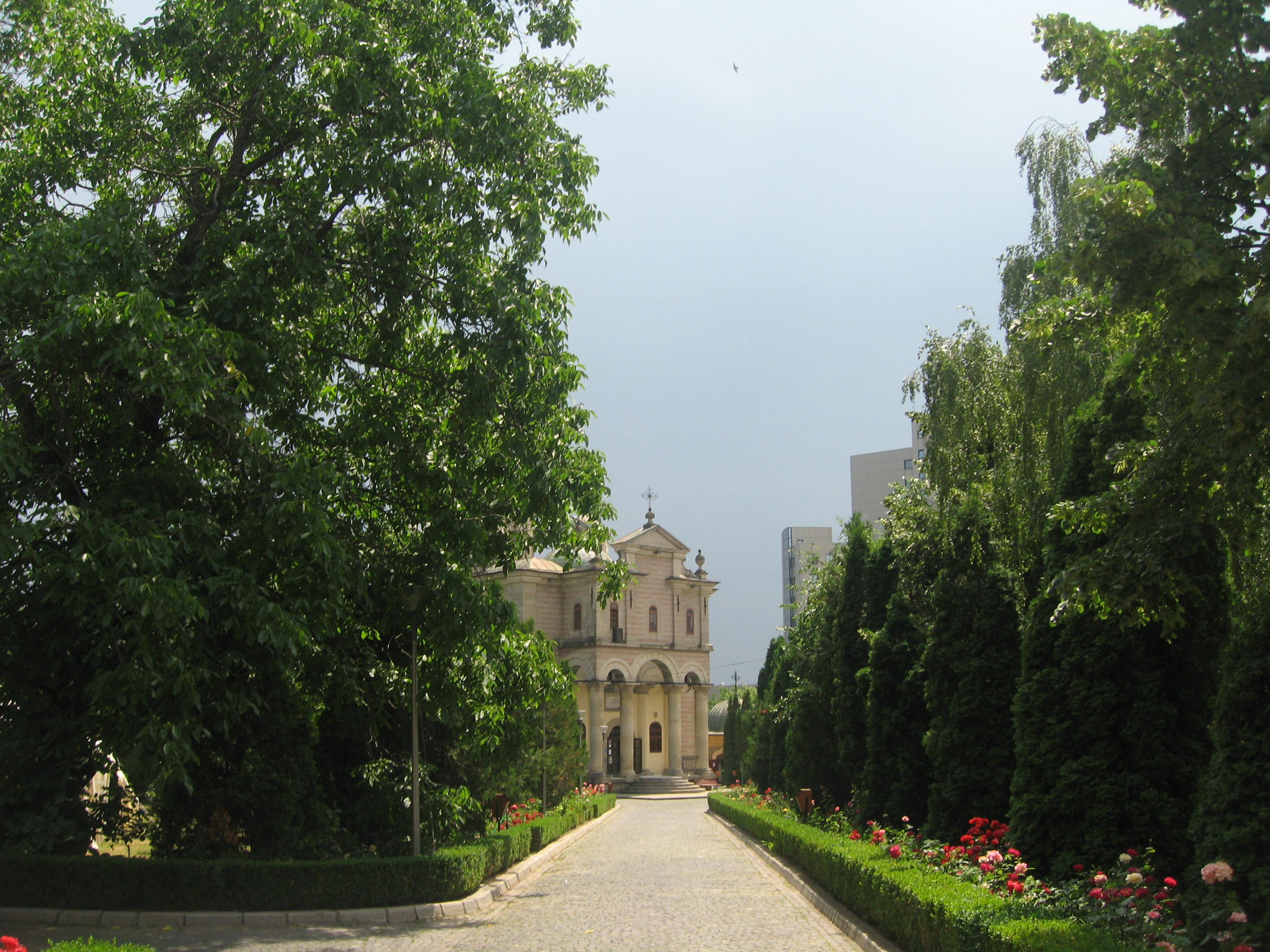
Biserica Mănăstirii Bărboi văzută dinspre vest
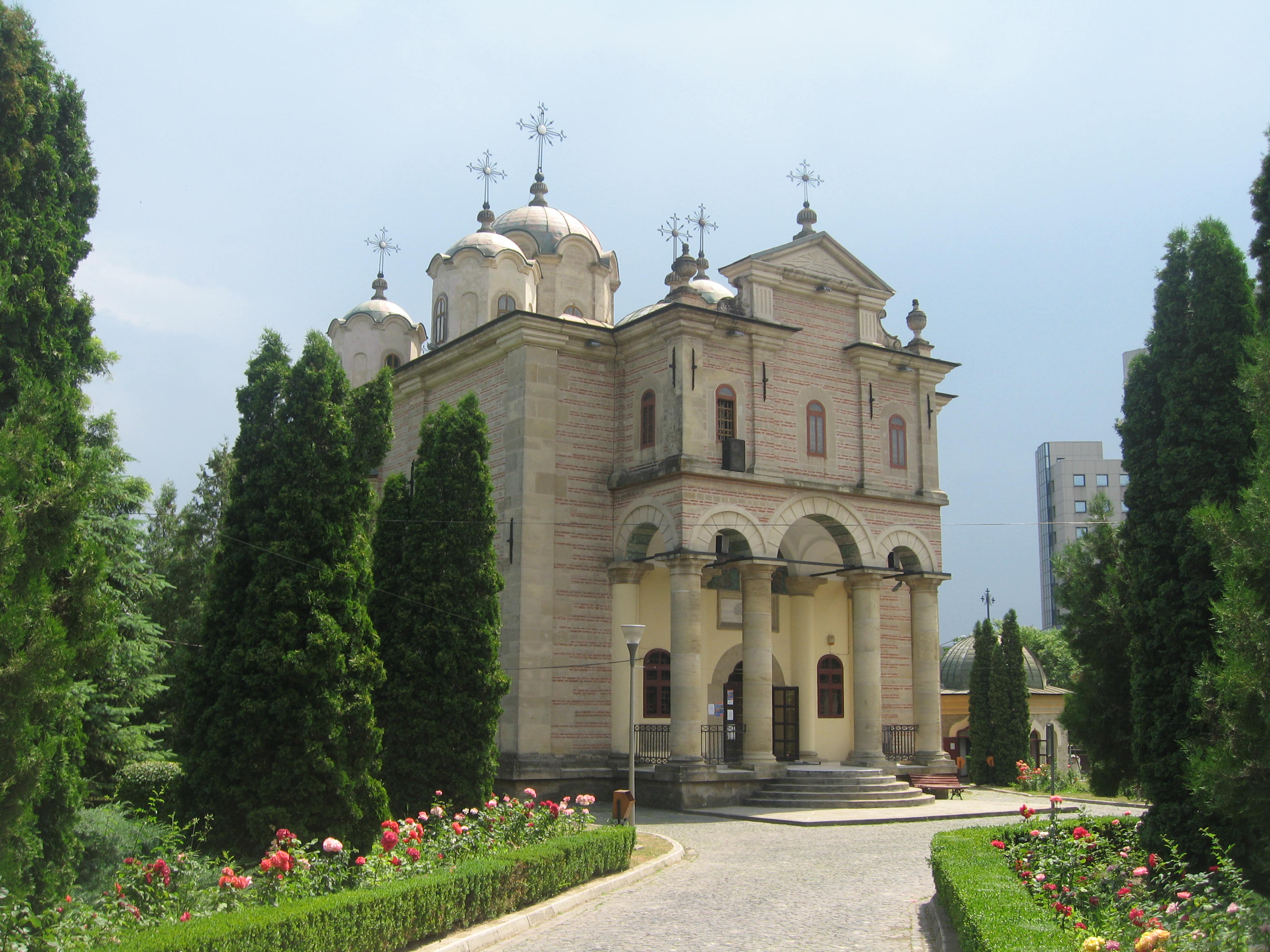
Biserica Mănăstirii Bărboi văzută dinspre vest
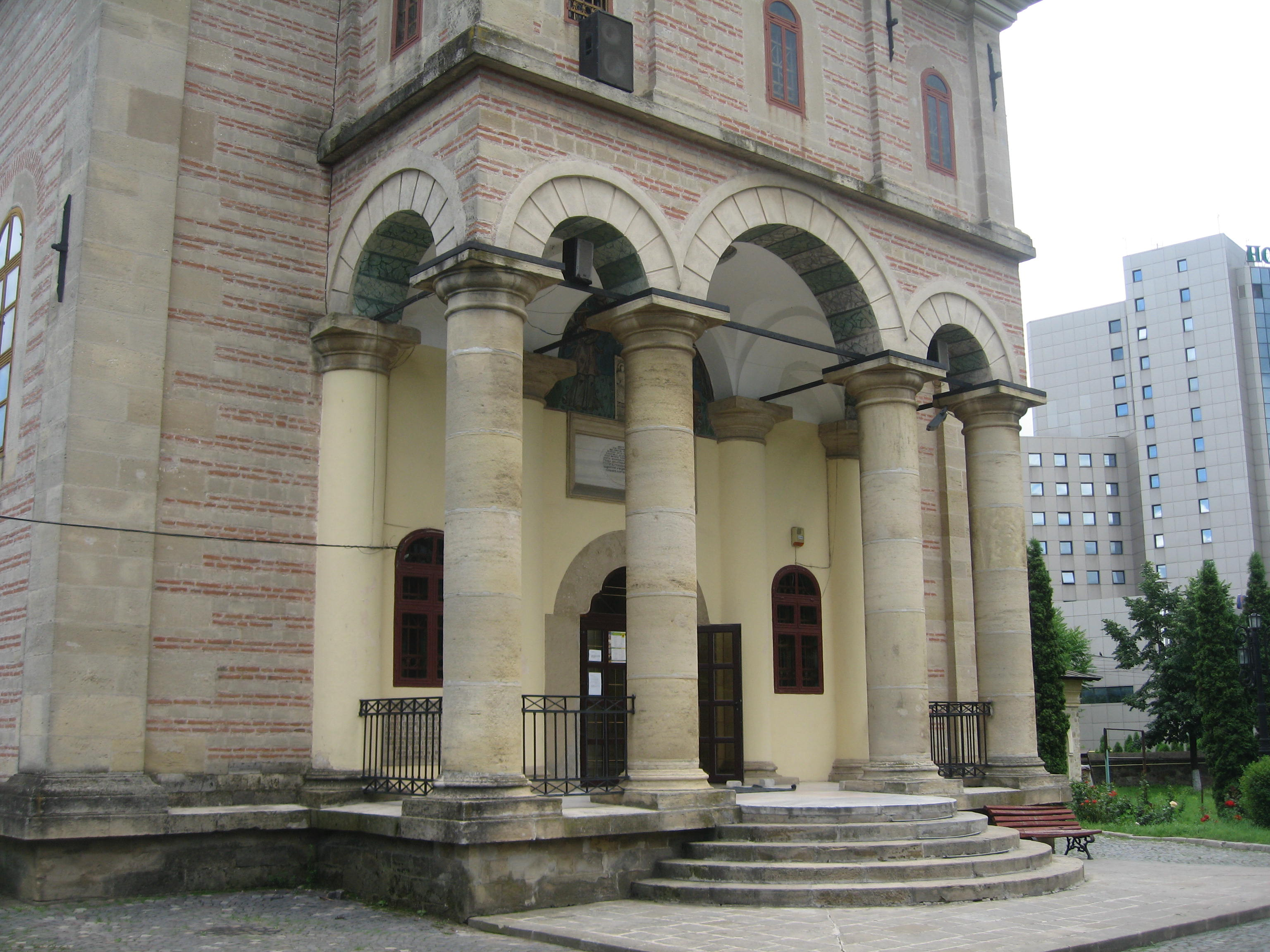
Pridvorul deschis
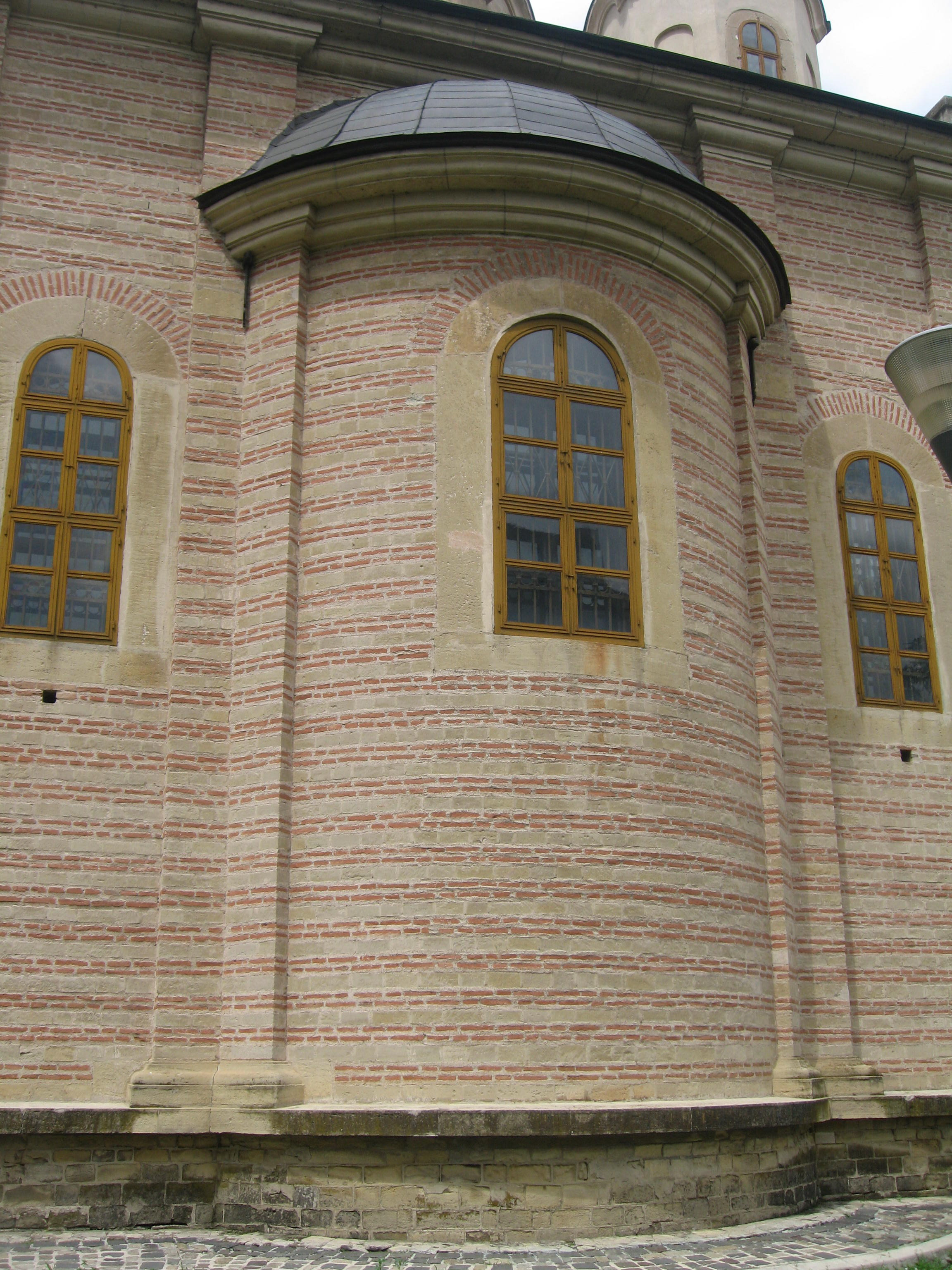
Absidă laterală
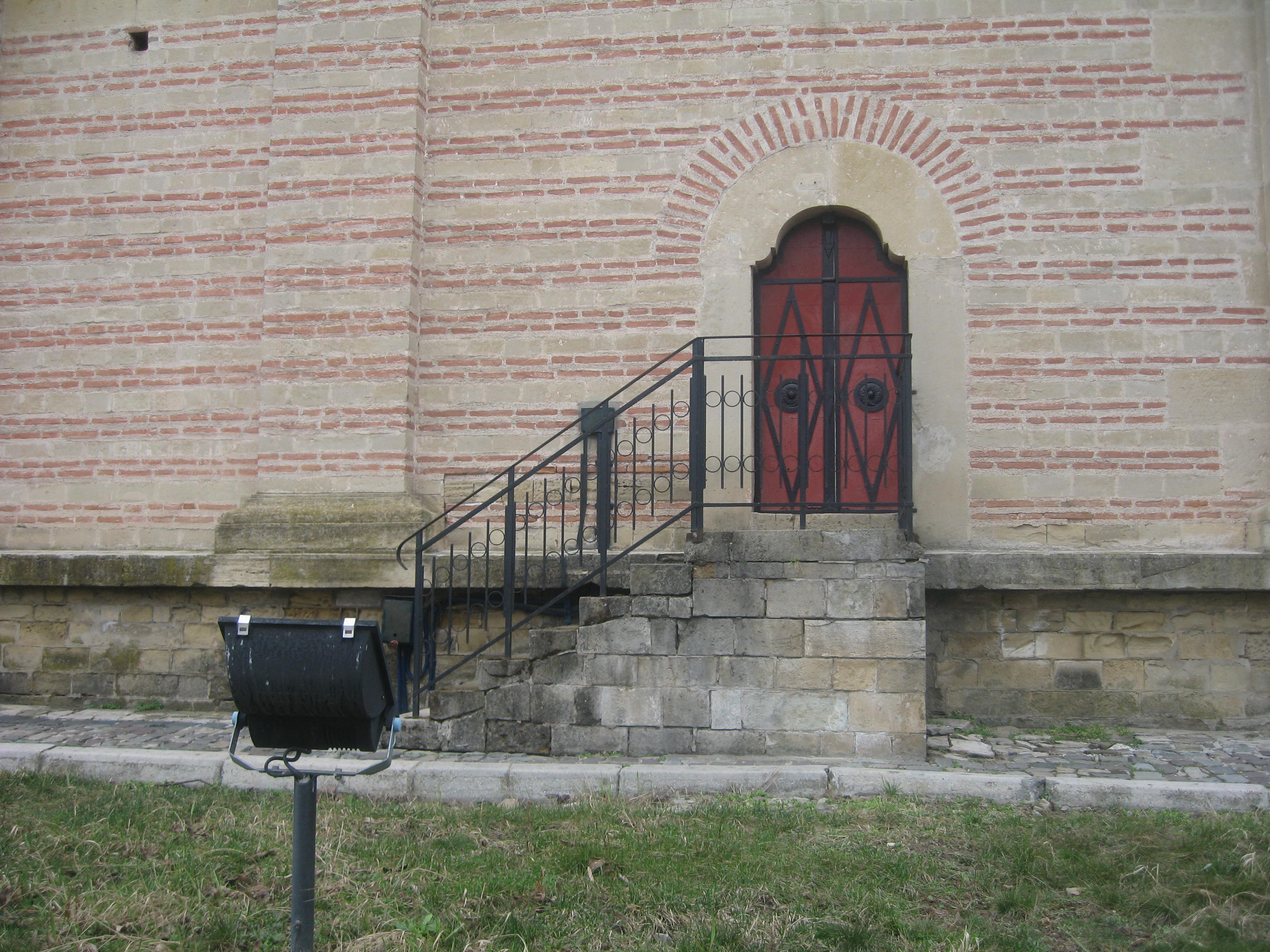
Intrarea exterioară în altar
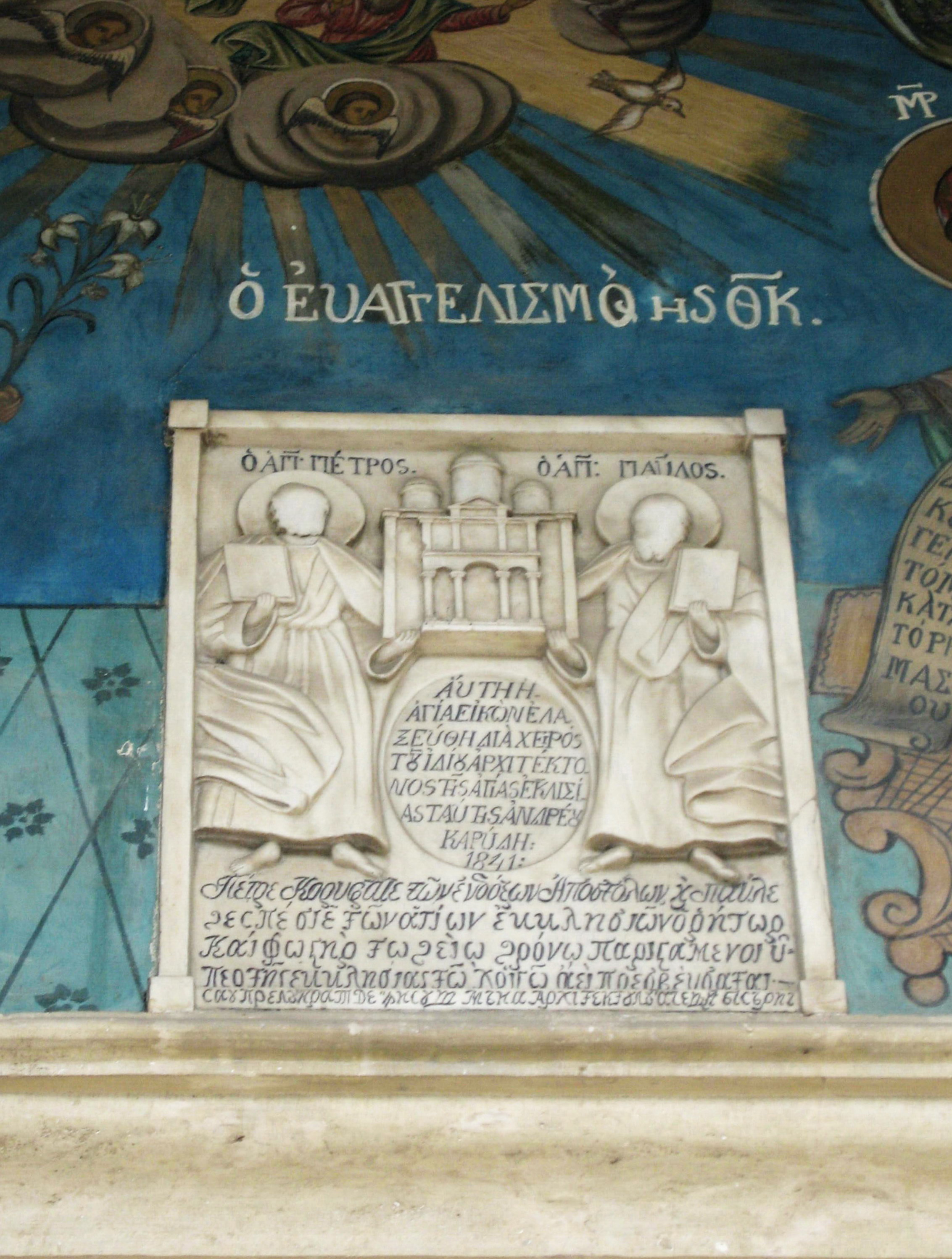
Icoana Sf. Apostoli Petru și Pavel sculptată în marmură, cu pisania lui Andrei Karidis
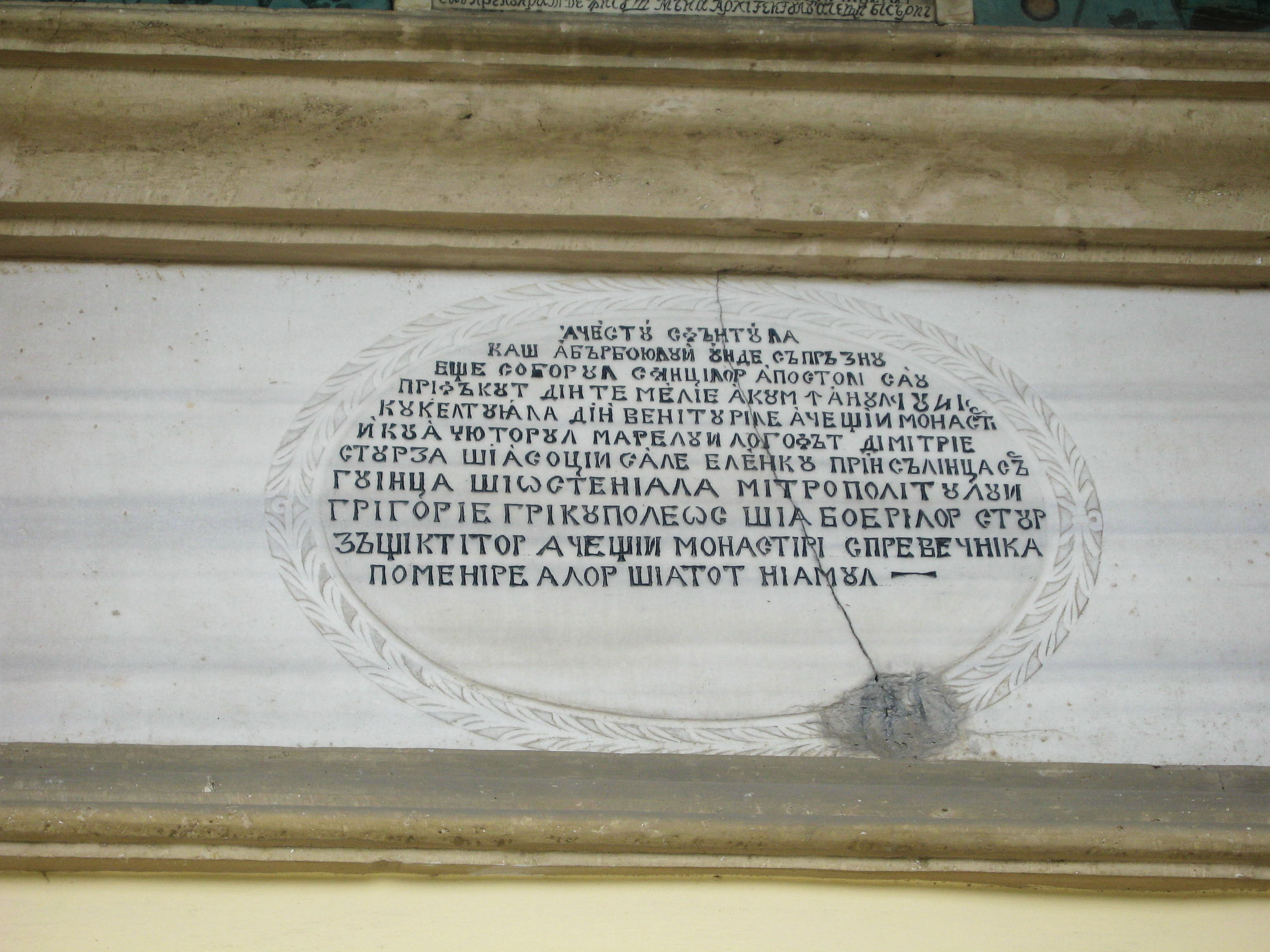
Pisania în limba română
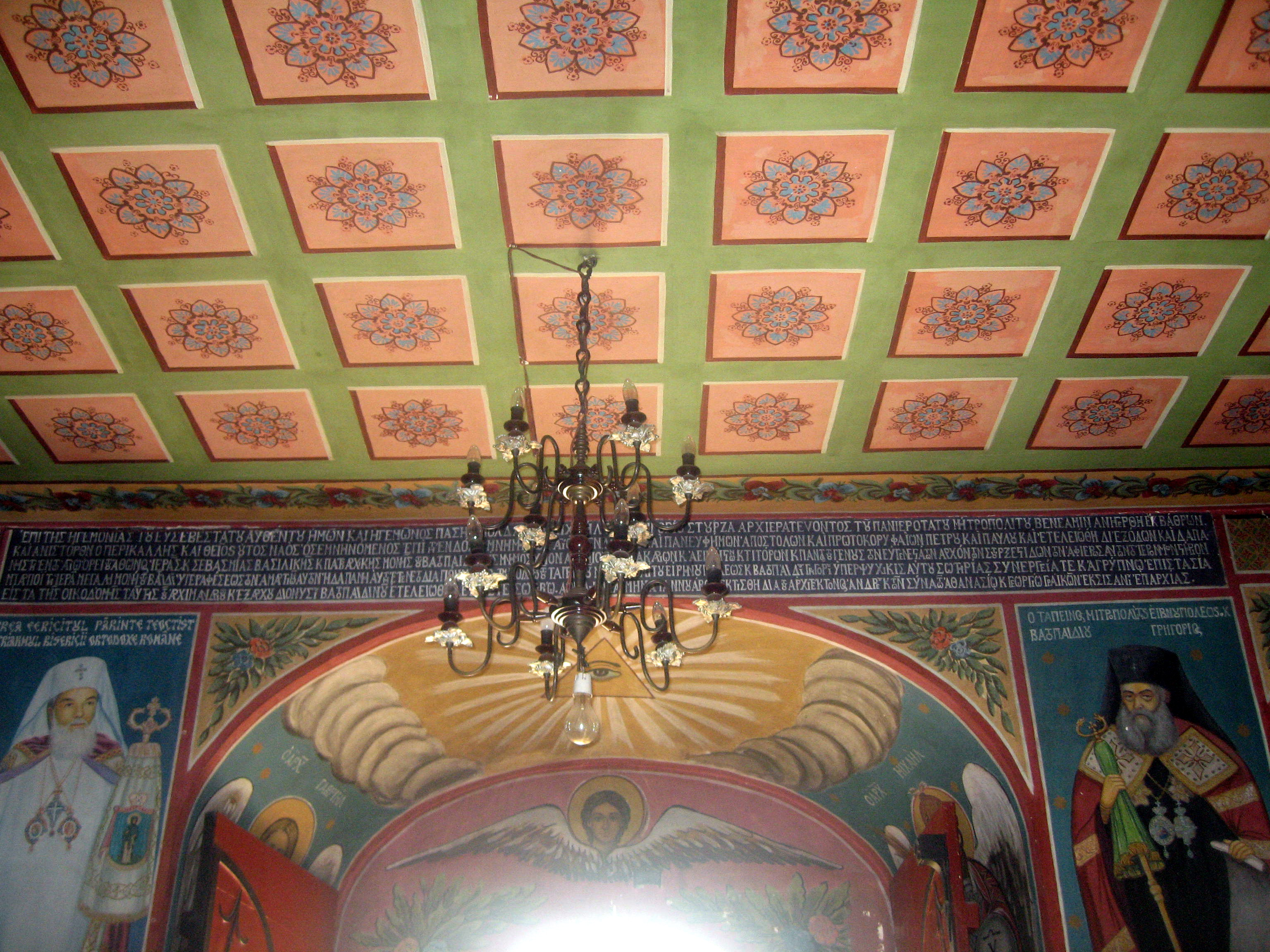
Pisania în limba greacă
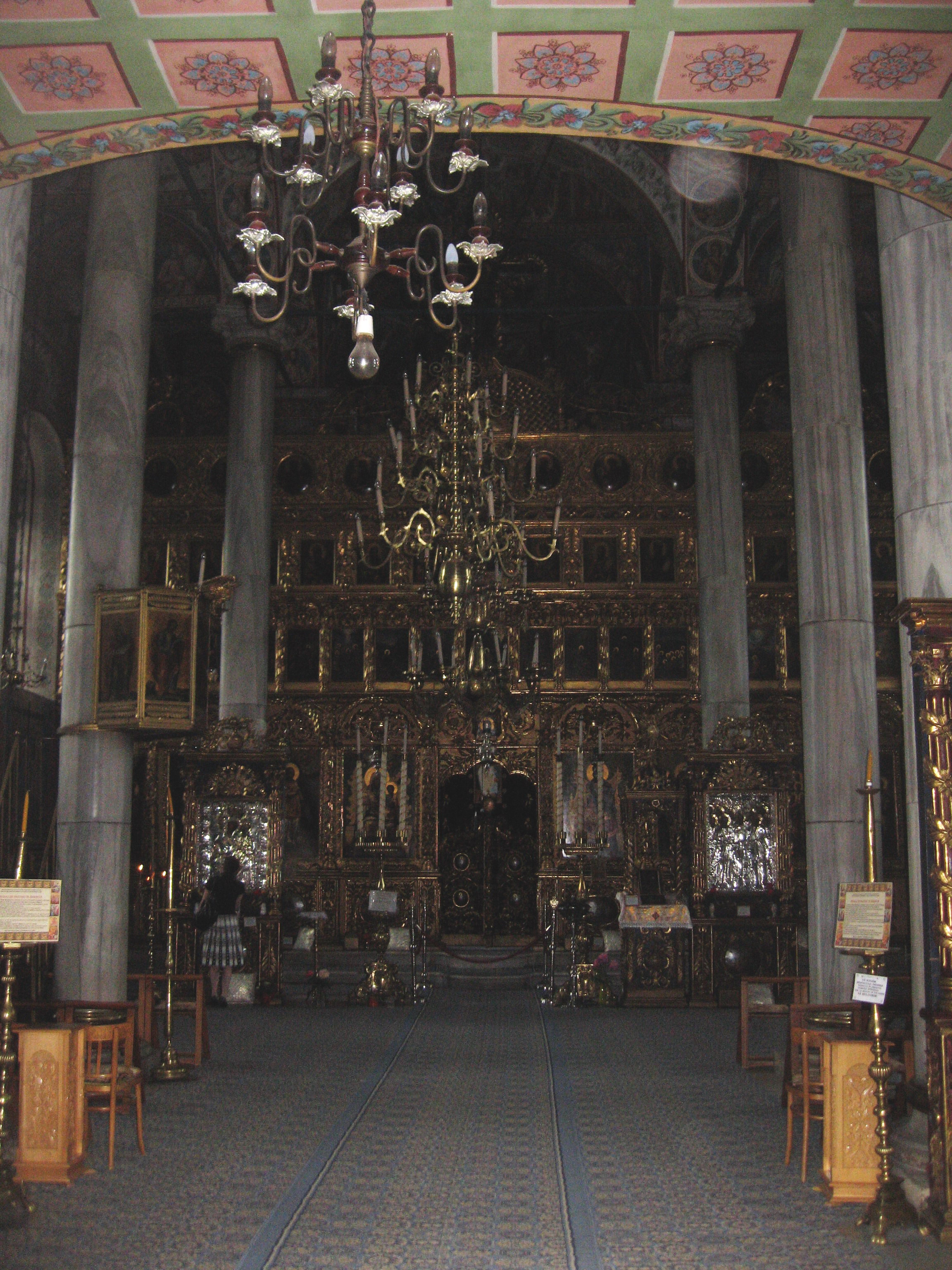
Interiorul bisericii
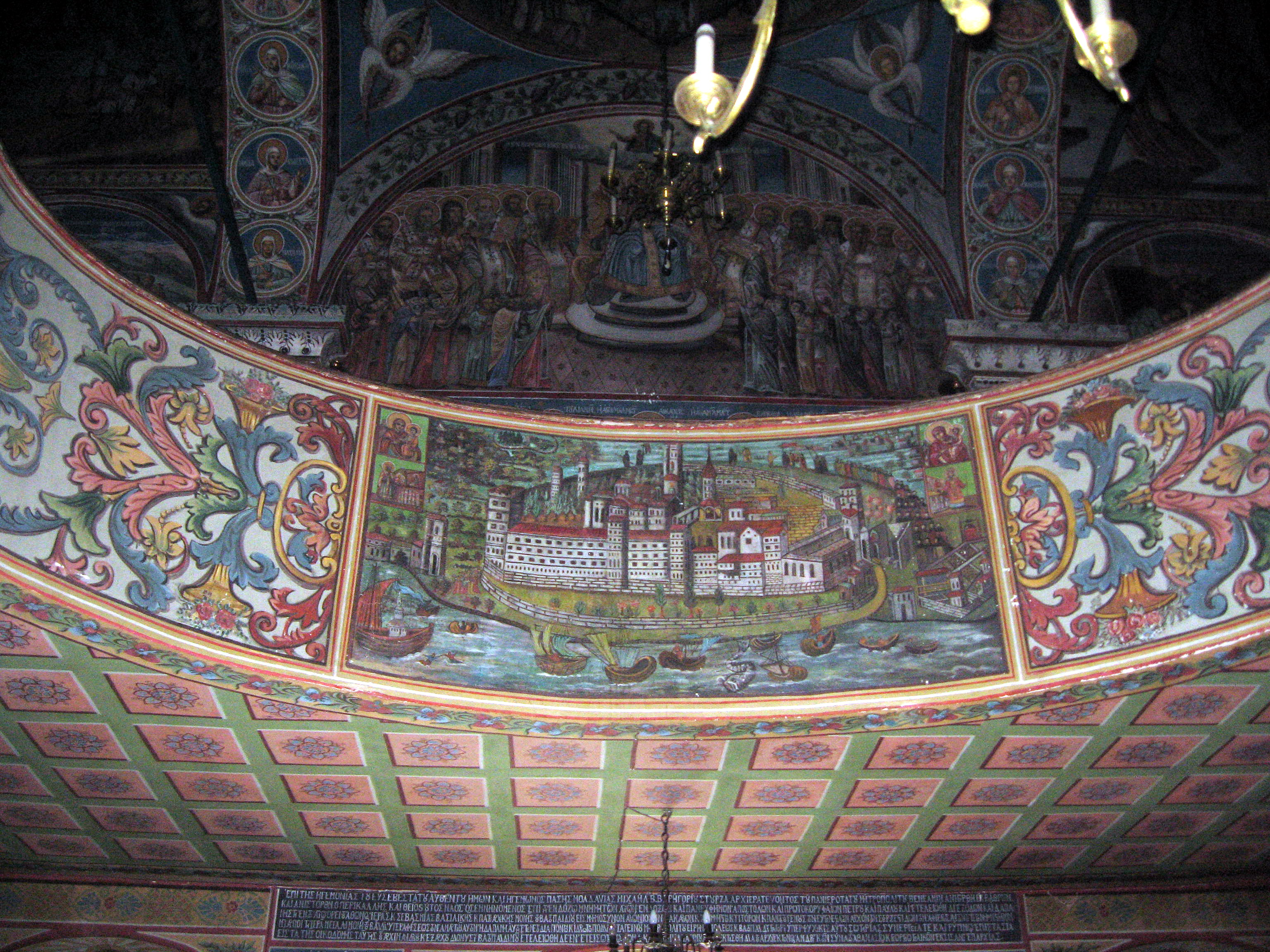
Picturi pe balconul cafasului
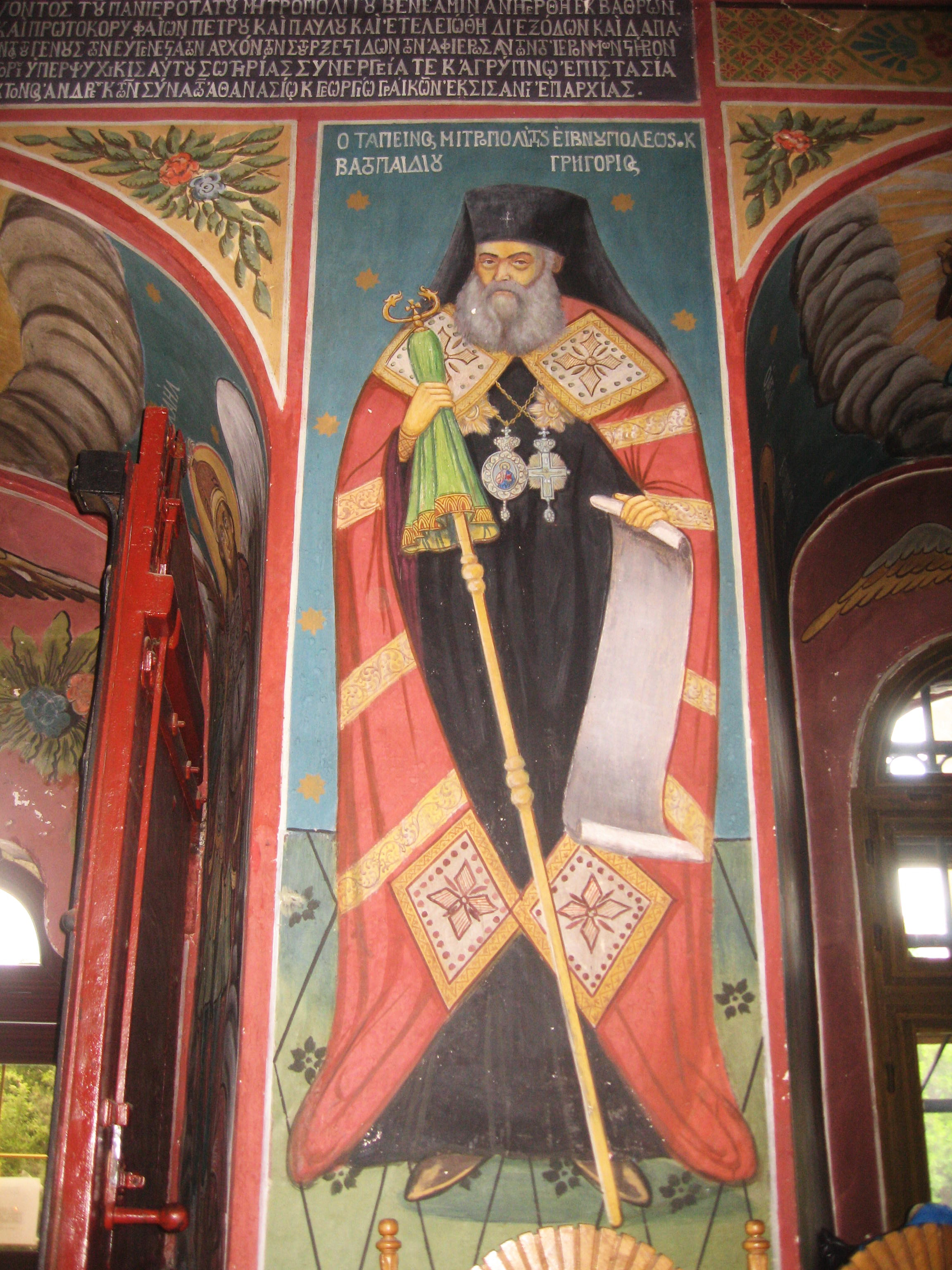
Mitropolitul Grigorie Irinupoleos pictat pe peretele vestic al pronaosului
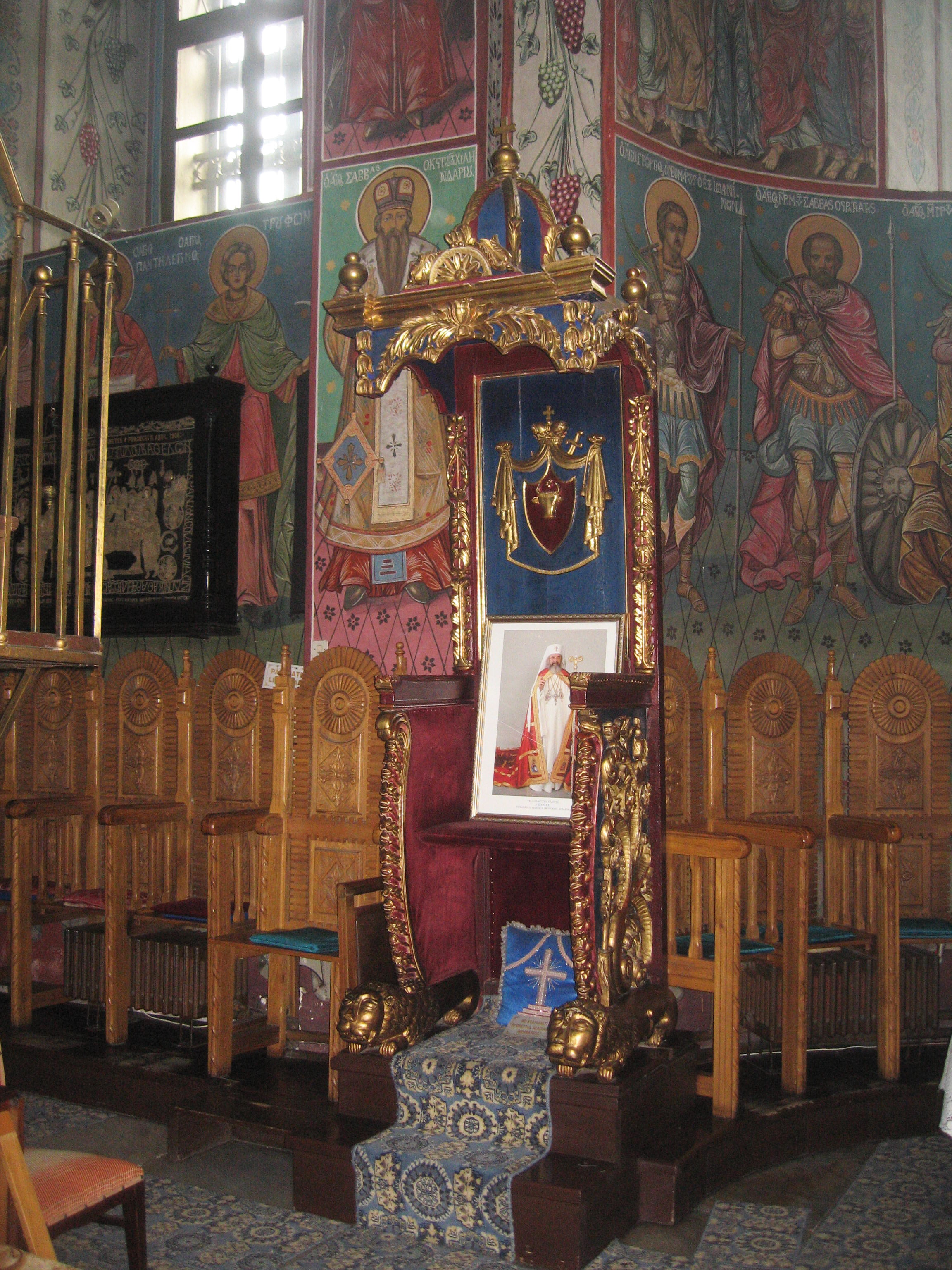
Strana domnească
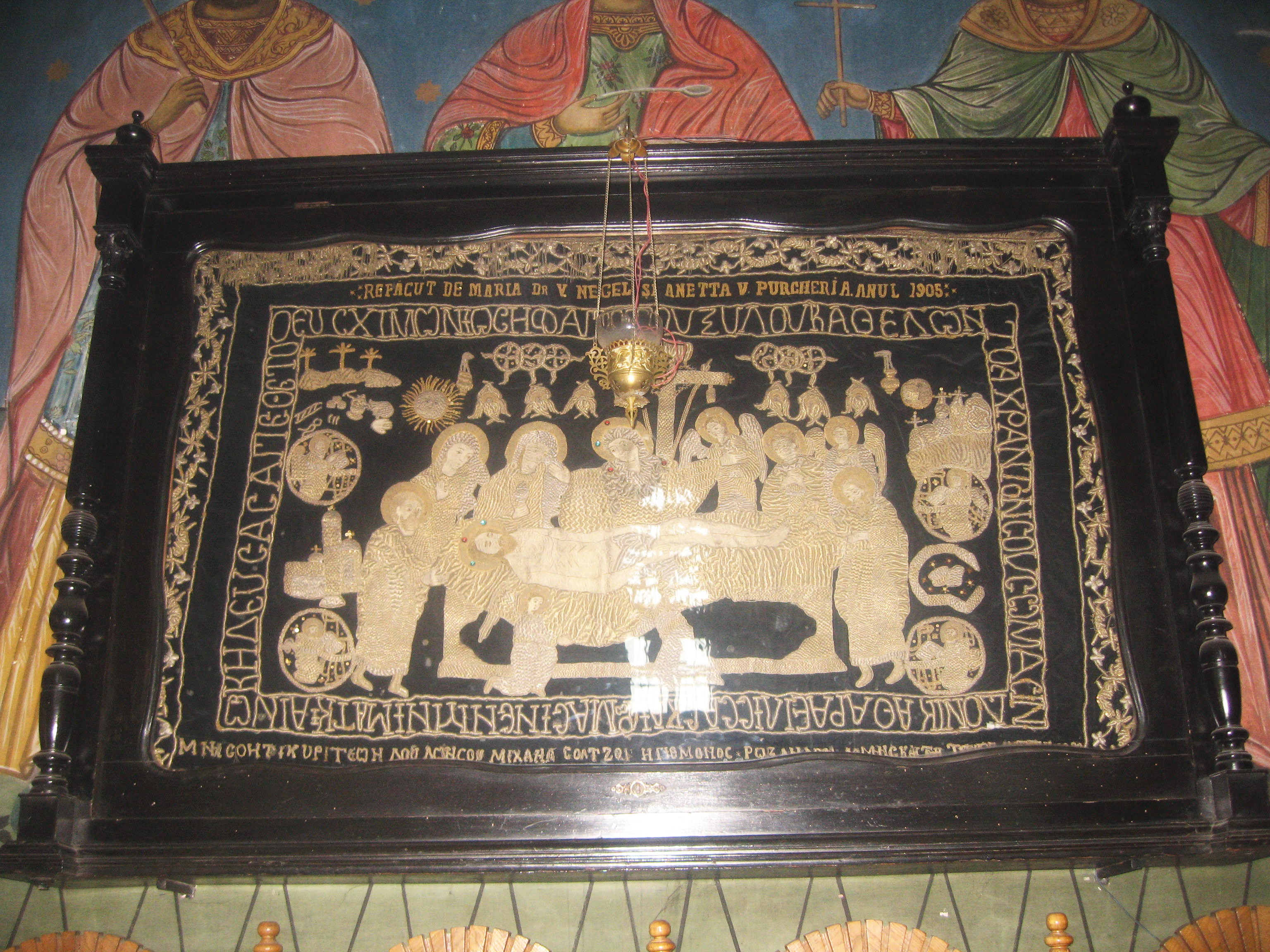
Epitaf refăcut de Maria dr. V. Negel și Anetta V. Purcheria în anul 1905
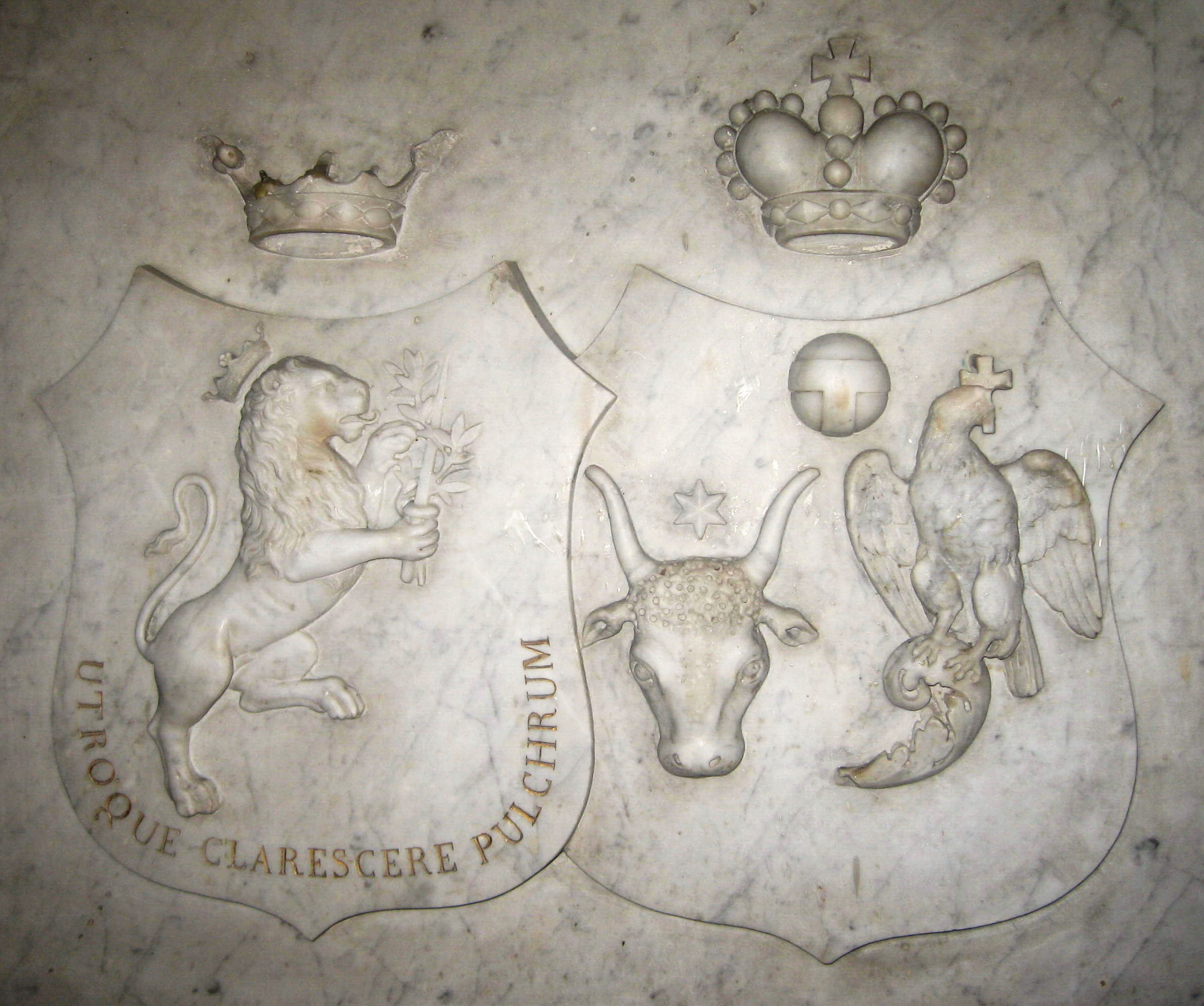
Steme pe mausoleul familiei Sturdza
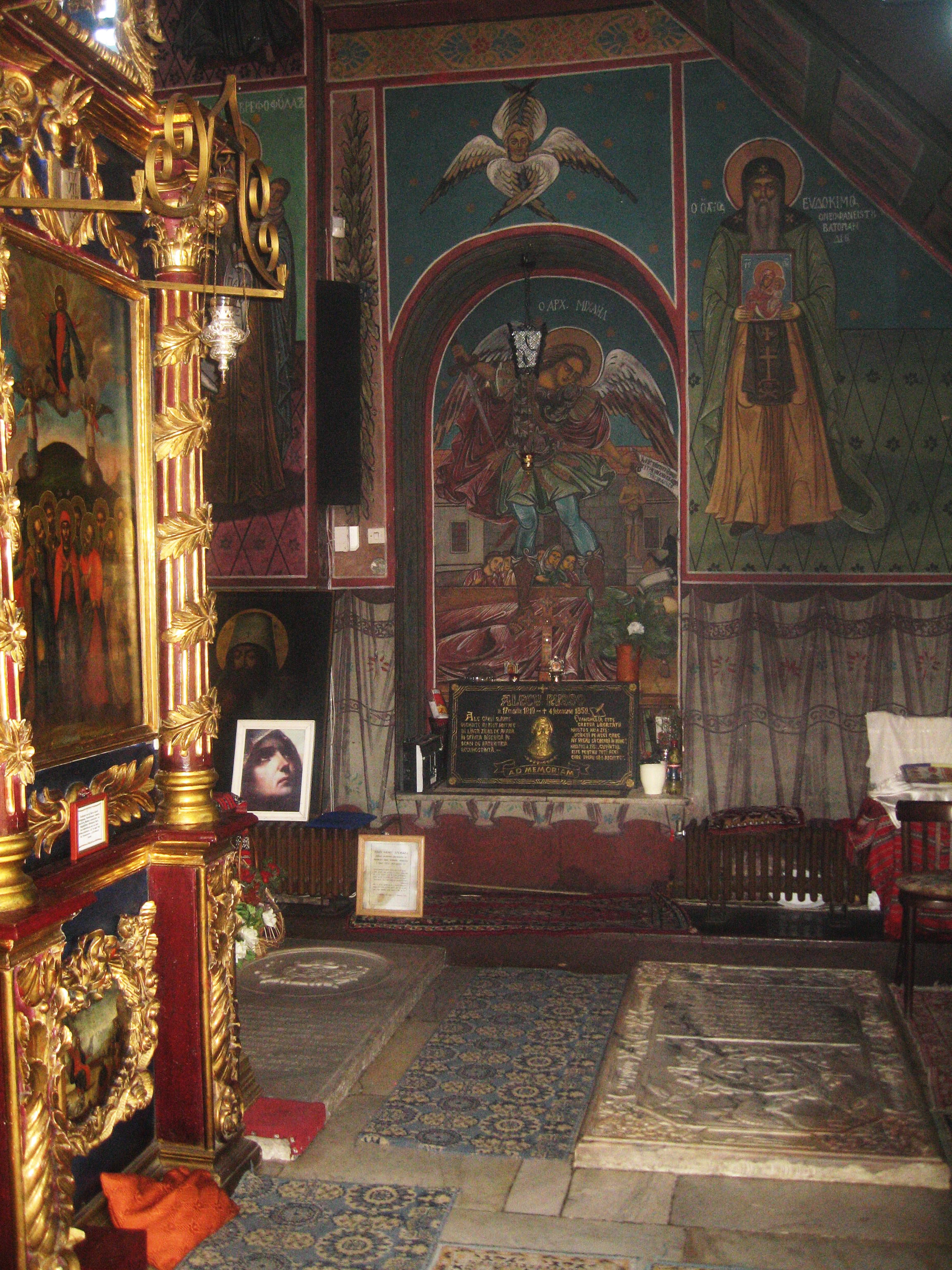
Morminte în biserică
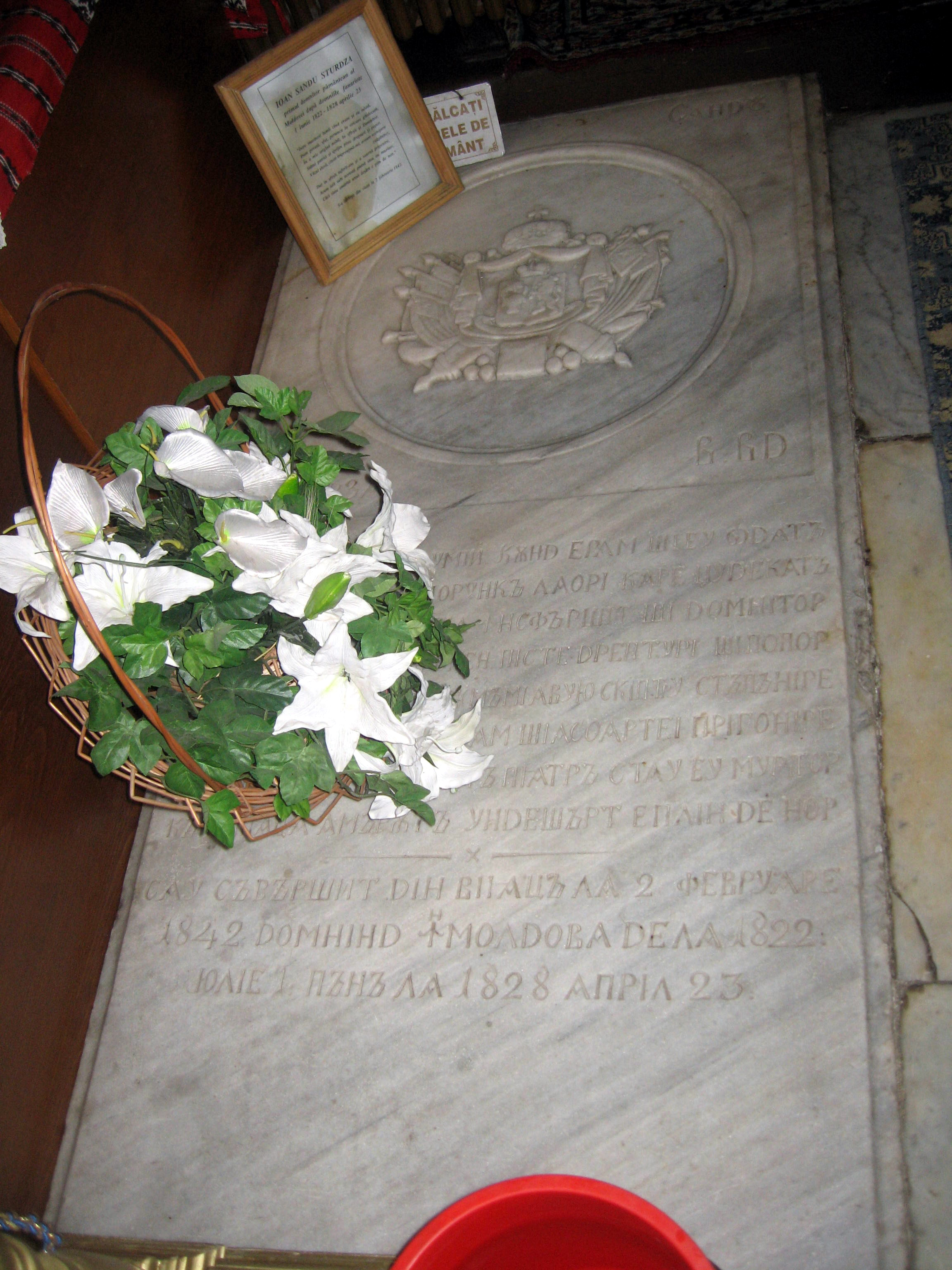
Lespedea funerară a domnitorului Ioniță Sandu Sturdza
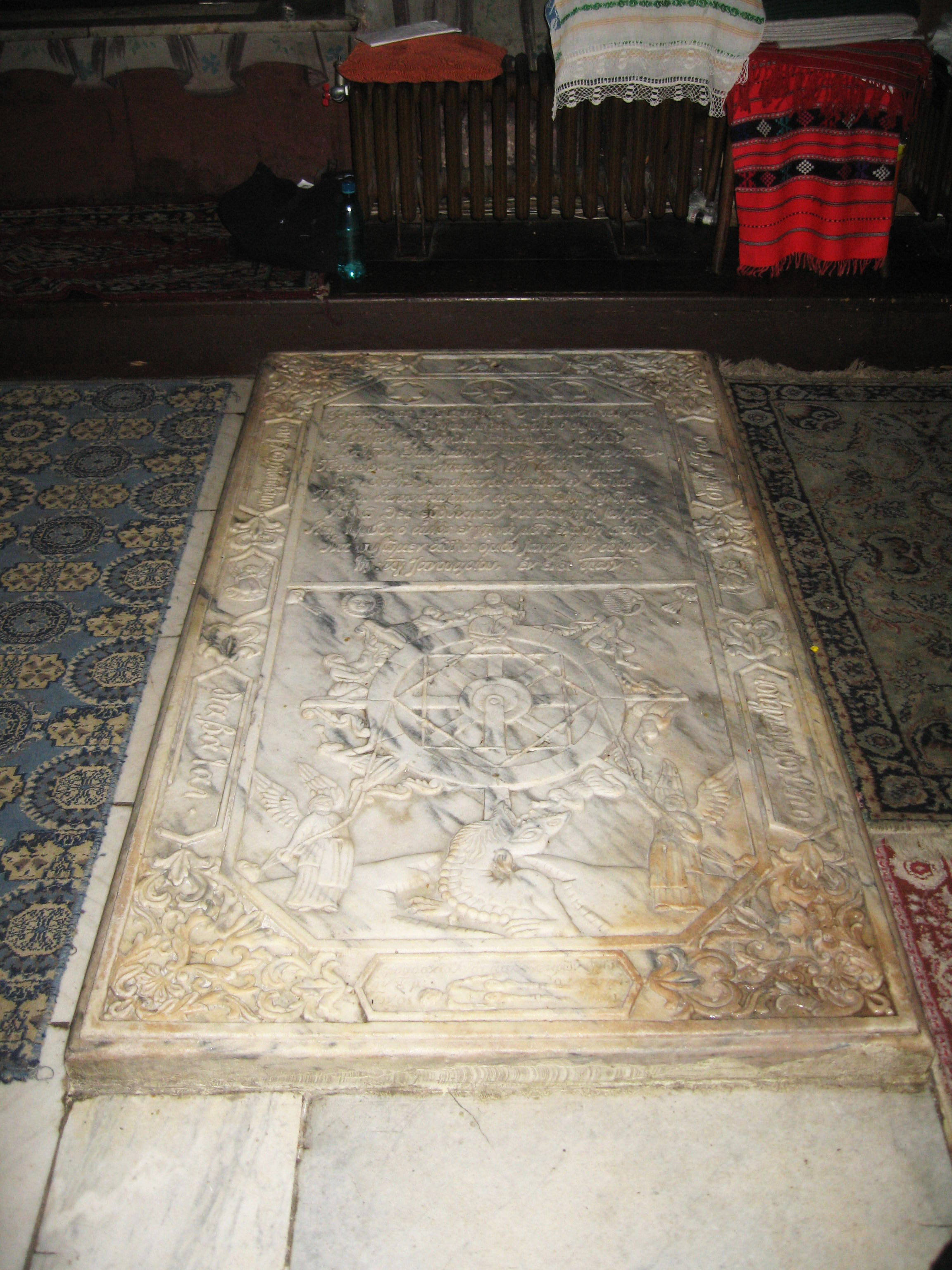
Placă de mormânt cu inscripția în limba greacă
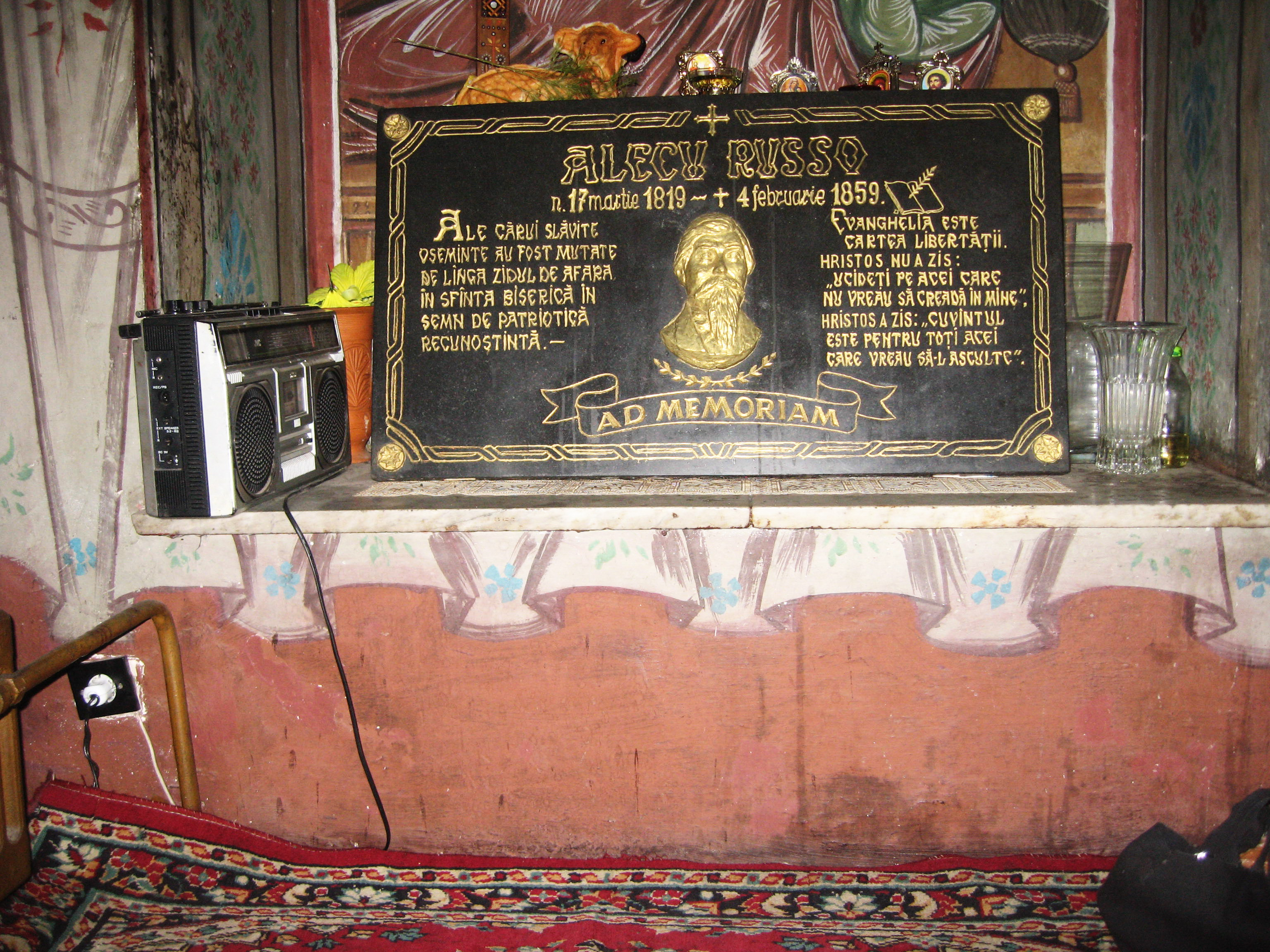
Mormântul poetului Alecu Russo
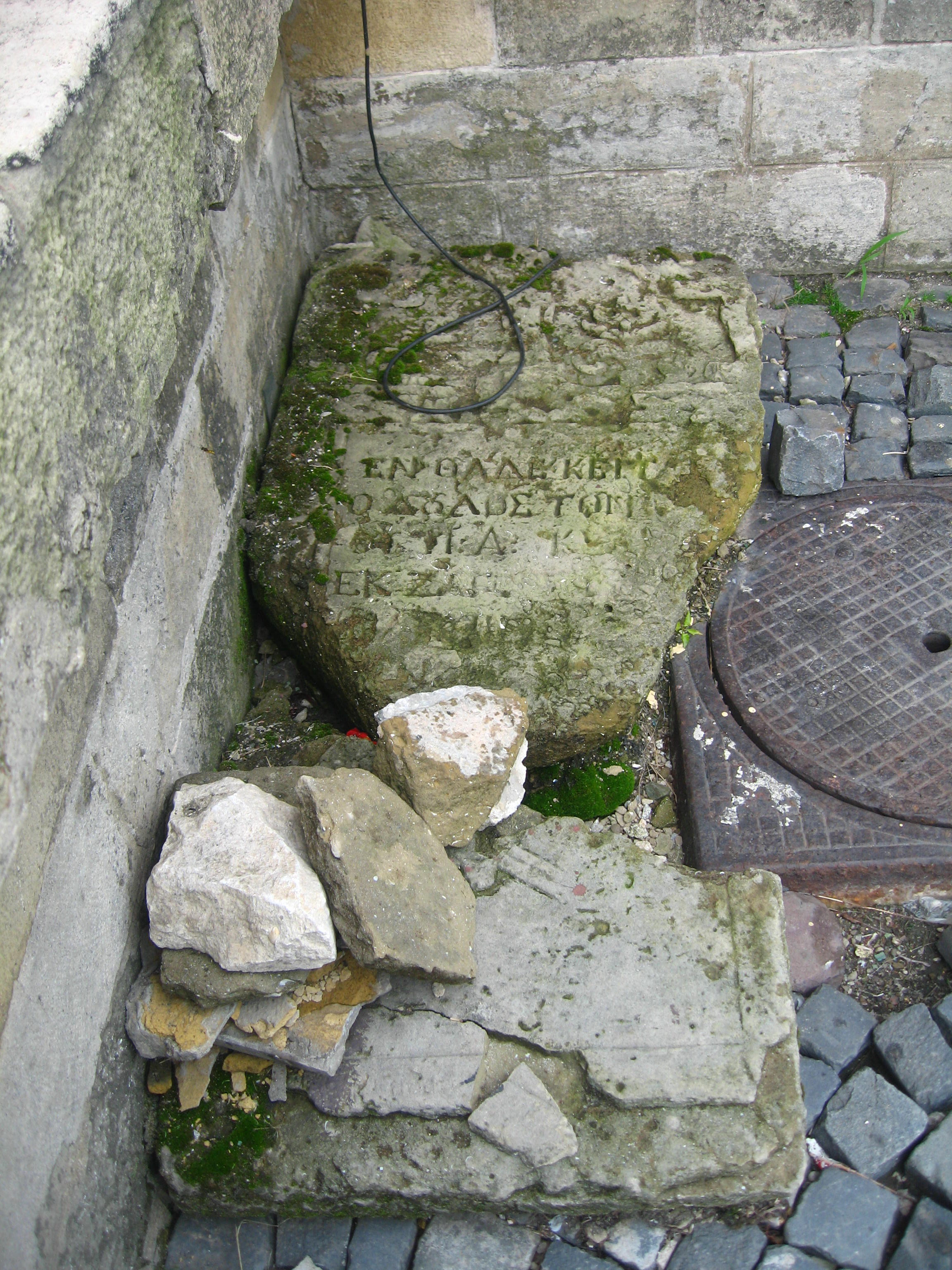
Lespede funerară spartă lângă zidul bisericii
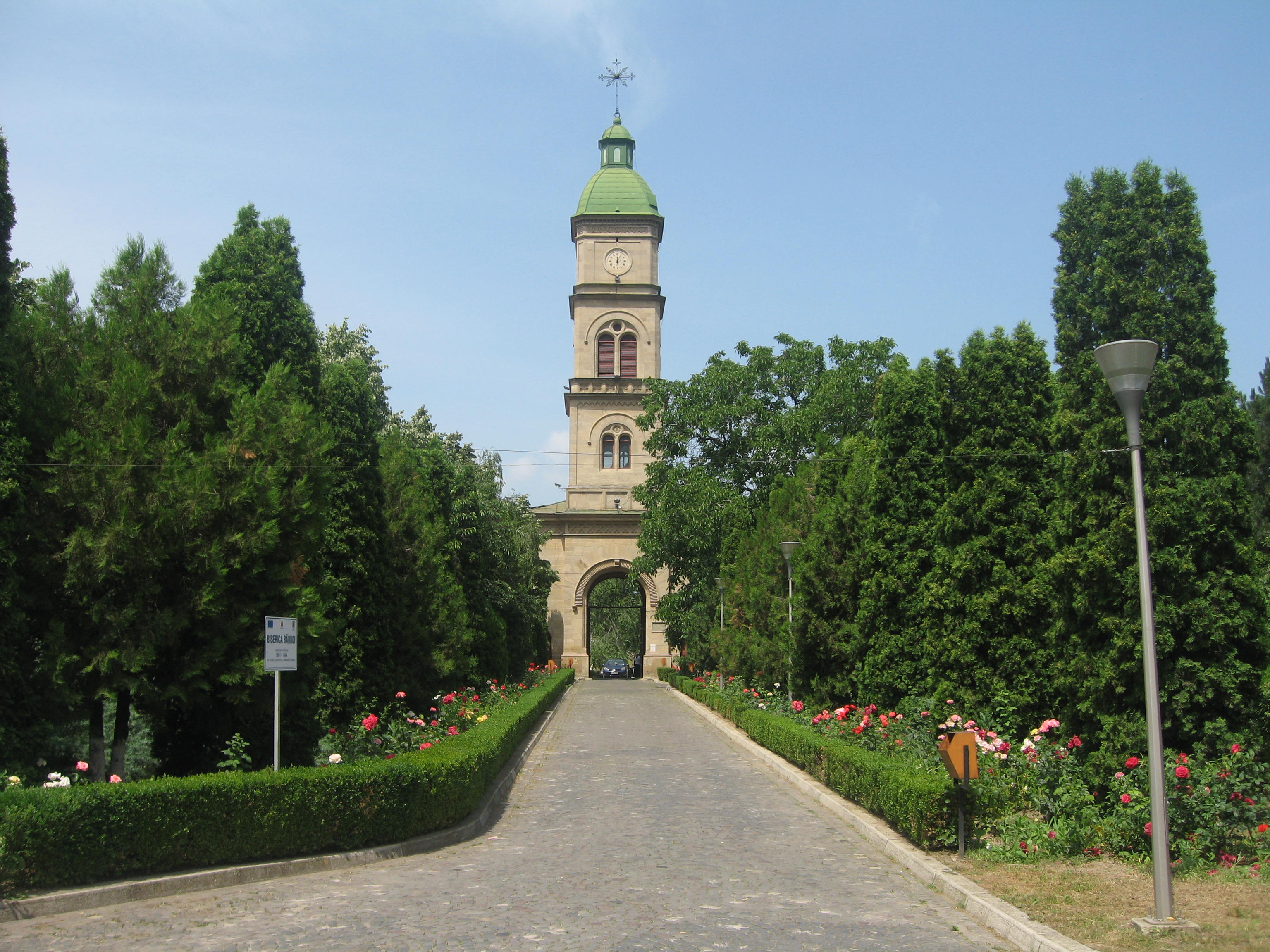
Turnul-clopotniță văzut de pe treptele bisericii